# Erwin Rommel

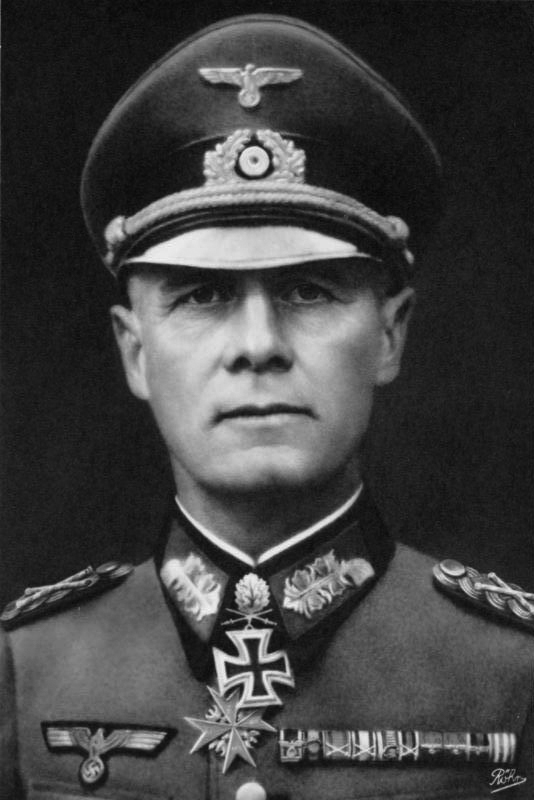
Erwin Rommel, 1942

Johannes Erwin Eugen Rommel (* 15. November 1891 in Heidenheim an der Brenz; † 14. Oktober 1944 in Herrlingen) war ein deutscher Berufsoffizier, ab 1942 im Rang eines Generalfeldmarschalls. Er war bekannt unter seinem Spitznamen Wüstenfuchs.
Rommel trat 1910 in die württembergische Armee ein und wurde während des Ersten Weltkriegs wegen besonderer Tapferkeit ausgezeichnet. Anschließend wurde er in die Reichswehr und in die Wehrmacht übernommen. Im Jahr 1937 erschien sein Buch Infanterie greift an, in dem er seine Kriegserlebnisse und Militärstrategien verarbeitete. Während des Zweiten Weltkriegs diente er seit Februar 1940 als Kommandeur der 7. Panzerdivision in Frankreich. Sein Einsatz als Befehlshaber des Deutschen Afrikakorps und der Panzerarmee Afrika in Nordafrika, mit deren Truppen er im Juli 1942 bis El-Alamein vorstieß, brachte ihm große Popularität in der Heimat und offenen Respekt im Ausland ein.
Später diente er als Oberbefehlshaber der Heeresgruppe B erneut in Frankreich, wo er am 17. Juli 1944 bei einem Luftangriff verwundet wurde. Nach dem Attentat des 20. Juli 1944 wurde er von Adolf Hitler der Beteiligung beschuldigt und zum Suizid gezwungen.
Rommel hatte ein ambivalentes Verhältnis zum Nationalsozialismus und zum Widerstand. Während sein Wandel zum Gegner Hitlers in der Forschung akzeptiert ist, bleibt seine Rolle bei der Verschwörung zum Attentat des 20. Juli 1944 umstritten. In Frage steht, ob Rommel vom Staatsstreich des 20. Juli wusste, diesen auch unterstützte und ob ihm ein fester Platz im militärischen Widerstand gegen den Nationalsozialismus zuzugestehen ist.

## Leben

### Kaiserreich und Erster Weltkrieg

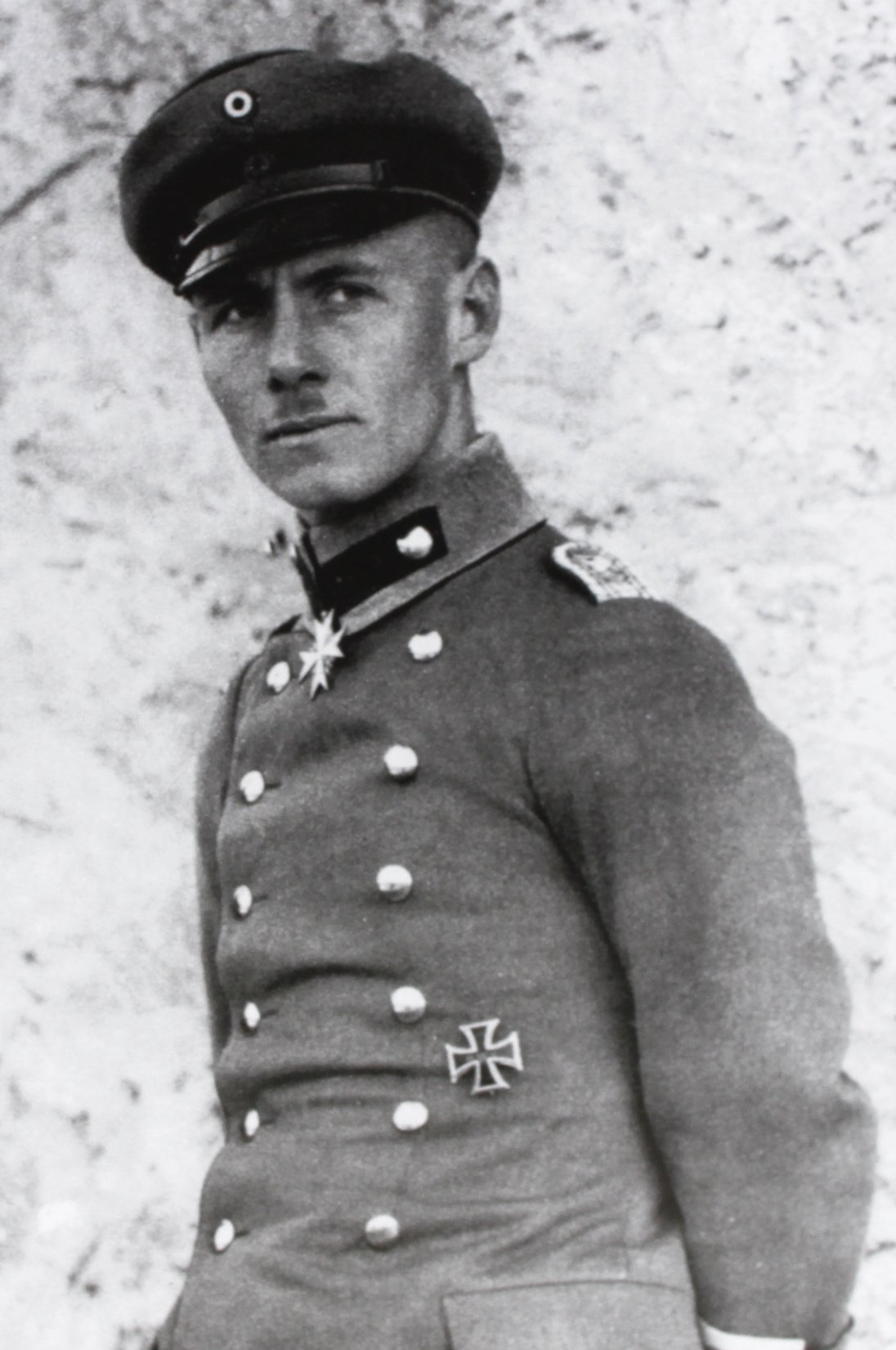
Rommel als Oberleutnant, 1917

Rommel wurde 1891 als zweites von vier Kindern des Oberrealschullehrers und späteren Rektors Erwin Rommel und dessen Frau Helene, geborene Luz (seit 1880 von Luz), in Heidenheim an der Brenz (Bahnhofstraße 5) geboren. Er wuchs in Aalen auf und besuchte dort von 1900 bis 1908 die Lateinschule und von 1908 bis 1910 das Realgymnasium Schwäbisch Gmünd (heutiges Parler-Gymnasium).
Rommel, den die Luftfahrt interessierte und der sich eigentlich um eine Stelle bei den Zeppelinwerken in Friedrichshafen bewerben wollte, wurde von seinem Vater vor die Wahl gestellt, entweder Lehrer oder Offizier zu werden. Rommel entschied sich für eine Militärlaufbahn. Nachdem er von der Artillerie und den Pionieren abgelehnt worden war, trat er am 19. Juli 1910 als Fahnenjunker in das Infanterie-Regiment „König Wilhelm I.“ (6. Württembergisches) Nr. 124 im oberschwäbischen Weingarten ein. Zwischen März und November 1911 absolvierte er den obligaten Lehrgang an der Kriegsschule in Danzig.
Am 27. Januar 1912 wurde Erwin Rommel zum Leutnant befördert und war nun im Rahmen der Rekrutenausbildung in Weingarten tätig. Zum 1. März 1914 wurde er für fünf Monate zur 4. Batterie des Feldartillerieregiments Nr. 49 nach Ulm kommandiert. Mit dem Beginn des Ersten Weltkrieges am 1. August 1914 kämpfte er mit seinem alten Regiment im Raum Longuyon, an der Maas und westlich von Verdun. Im September 1914 erhielt er das Eiserne Kreuz II. Klasse, im Januar 1915 folgte das Kreuz I. Klasse sowie das Ritterkreuz des Württembergischen Militärverdienstordens. Am 18. September 1915 erfolgte die Beförderung zum Oberleutnant.
Ab Oktober 1915 war Rommel unter Theodor Sproesser Kompanieführer beim Württembergischen Gebirgsbataillon, das zunächst im Stellungskrieg in den Hochvogesen und 1916 dann an der rumänischen Front kämpfte. Ende September 1917 wurde Rommels Bataillon an die Isonzo-Front verlegt und nahm am Gebirgskrieg teil.
Unter Rommels Beteiligung gelang zunächst der Einbruch in die Kolovrat-Stellung und in der Schlacht von Karfreit Ende Oktober 1917 die Erstürmung des Matajurs. Mitte November nahm Rommel an der Einnahme von Longarone teil. Für seinen Einsatz erhielt Rommel im Dezember den Orden Pour le Mérite ohne die sonst übliche vorherige Verleihung des Hausordens von Hohenzollern. Vor der Verleihung hatte sich Rommel beschwert, da der Erfolg am Matajur zunächst einem Offizier einer anderen Einheit angerechnet worden war. In seinem 1937 veröffentlichten Buch Infanterie greift an berichtete Rommel ausführlich über seinen Einsatz im Ersten Weltkrieg.
Im Januar 1918 wurde Rommel Ordonnanzoffizier im württembergischen Generalkommando z. b. V. 64 in Friedrichshafen, wo er am 18. Oktober zum Hauptmann befördert wurde. Nach dem Kriegsende kehrte er gegen Weihnachten 1918 zur 7. Kompanie des Infanterieregiments Nr. 124 nach Weingarten zurück.

### Weimarer Republik
Der Versailler Vertrag legte fest, dass die Heeresstärke der Reichswehr hunderttausend Mann nicht übersteigen durfte. Von den Massenentlassungen blieb Rommel verschont: er konnte beim Militär bleiben.
Im März 1919 führte Rommel die württembergische Sicherheitskompanie 32 in Friedrichshafen. Am 25. Juni 1919 wurde er Kompaniechef im Schützen-Regiment „Alt-Württemberg“ (1. Württ.) Nr. 25. Am 18. Oktober wurde er auf die neue Weimarer Verfassung vereidigt. 1919 und 1920 befand Rommel sich im Einsatz gegen Aufständische in Lindau, im Münsterland und in Westfalen. 1924 war er im Stab des II. Bataillons des 13. Infanterie-Regiments eingesetzt, von 1925 bis 1929 war er Chef der 4. (MG-)Kompanie des Regiments. Zum Generalstabsdienst wurde er wegen nicht bestandener Wehrkreisprüfung nicht zugelassen.
Von Oktober 1929 bis September 1933 war Rommel Inspektionschef und Lehrer an der Infanterieschule in der Dresdner Albertstadt, der heutigen Offizierschule des Heeres. Am 1. April 1932 wurde er zum Major ernannt.

### Zeit des Nationalsozialismus und Zweiter Weltkrieg

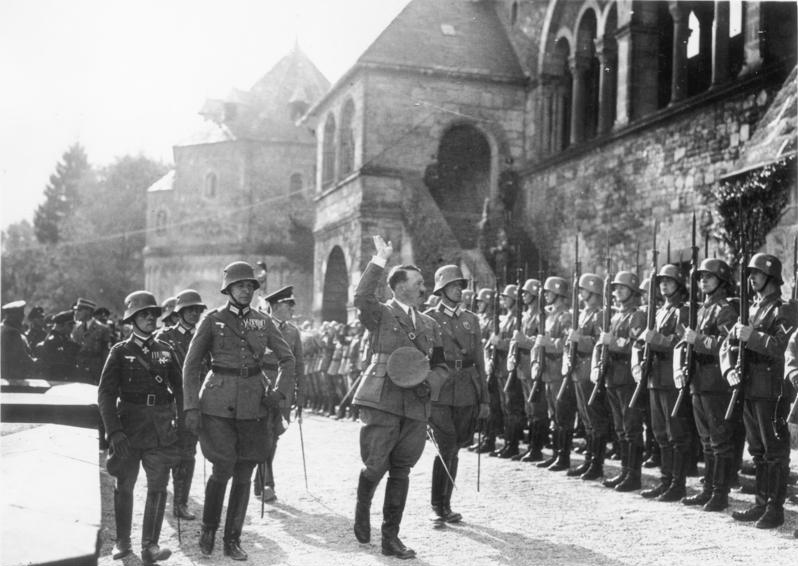
Rommel (links) und Hitler beim Abschreiten einer Ehrenformation in Goslar, September 1934

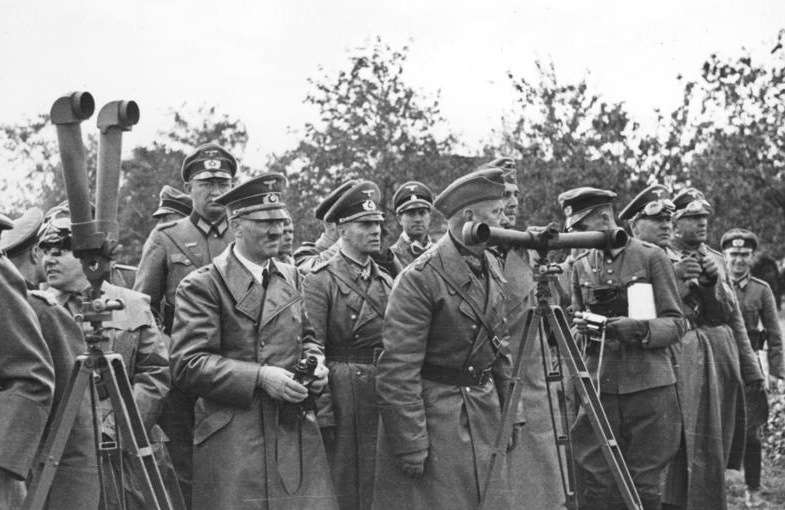
Rommel (Mitte) als Kommandant des Führerhauptquartiers mit Hitler in Polen, September 1939

Wie viele andere Mitglieder der Reichswehr hatte Rommel, obwohl nie Parteimitglied, große Sympathien für die NSDAP. Er begrüßte daher die Machtergreifung der Nationalsozialisten, da nach den Jahren der politischen Unruhe seiner Meinung nach wieder eine klare Führungspersönlichkeit erforderlich war. Dies galt umso mehr, als Adolf Hitler die Revision des Versailler Vertrags forderte und auch durchsetzte. Die Aufwertung, Vergrößerung und Modernisierung des Militärs durch Hitler stießen auf die Zustimmung der Soldaten, deren soziales Ansehen nach dem Ersten Weltkrieg ebenso gelitten hatte wie die zentrale Position des Militärs im Staat. Mit Unbehagen reagierten Rommel und andere Offiziere jedoch auf die Rolle, welche die als Konkurrenz empfundene SA unter dem neuen Regime spielte. Die Ausschaltung der SA im Juni 1934 wurde daher auch von Rommel positiv bewertet. Die vom NS-Staat vorangetriebene Aufrüstung der Wehrmacht implizierte bessere Karriereperspektiven für Offiziere.
Rommel begegnete Hitler erstmals Ende September 1934, als dieser das Herbstmanöver der 5. Division auf der Schwäbischen Alb besuchte. Am 1. Oktober 1933 wurde Rommel als Kommandeur des III. Bataillons („Goslarer Jäger“) des 17. Infanterieregiments nach Goslar versetzt, wo er bis Mitte Januar 1935 blieb. Im Jahr 1934 erschien Rommels Buch für die Ausbildung Gefechts-Aufgaben für Zug und Kompanie: Ein Handb. f. d. Offizierunterricht. Dieses Buch wurde bis 1945 in fünf Auflagen mit Überarbeitungen und Titeländerungen gedruckt.
Mitte Oktober 1935 wurde Rommel, der am 1. Januar 1935 zum Oberstleutnant befördert worden war, Lehrgangsleiter an der neuen Kriegsschule in Potsdam, die er im November 1938 wieder verließ. Während dieser Zeit verfasste er sein Buch Infanterie greift an, das bis 1945 in einer Auflage von ungefähr 400.000 Exemplaren erschien. Vom 21. Februar 1937 bis zum 31. August 1938 war Rommel außerdem im Nebenamt Verbindungsoffizier der Wehrmacht zum Reichsjugendführer Baldur von Schirach. Anfang Oktober 1937 erfolgte die Beförderung zum Oberst.
Als (friedensmäßiger) Lehrgangsleiter hatte Rommel eine Mobilisierungsverwendung als Kommandeur des Führerbegleitbataillons. Als solcher wurde er erstmals beim Reichsparteitag der NSDAP in Nürnberg im September 1936 eingesetzt, ebenso beim Anschluss Österreichs im März 1938 und kurz danach während des Einmarsches in das Sudetenland im Oktober 1938. In der Folge war Rommel vom 10. November 1938 bis 22. August 1939 kurzzeitig Kommandeur der Kriegsschule in Wiener Neustadt.
Während der Zerschlagung der Tschechoslowakei und beim Einmarsch ins Memelland im März 1939 war Rommel als Kommandeur des Begleitbataillons zugleich auch Kommandant des Führerhauptquartiers.

#### Polen- und Frankreichfeldzug

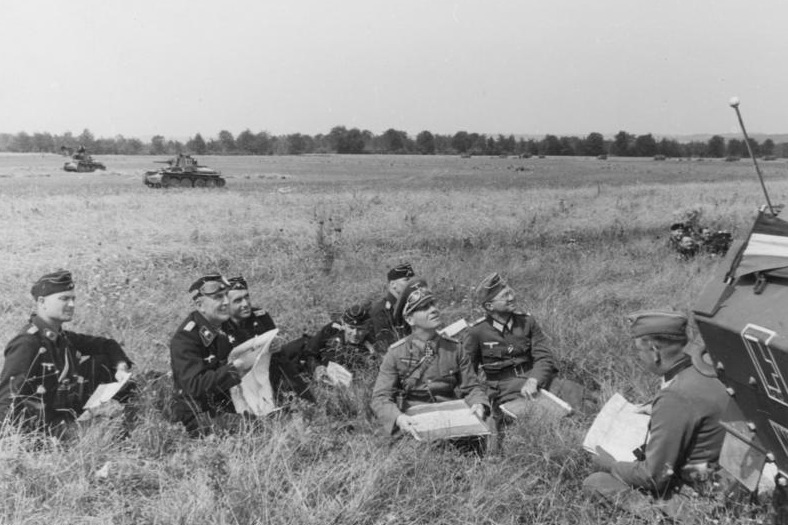
Rommel bei einer Besprechung mit Offizieren in Frankreich, Juni 1940

Während des Angriffskriegs gegen Polen, der den Beginn des Zweiten Weltkriegs darstellte, war Rommel vom 23. August 1939 bis zum 14. Februar 1940 abermals Kommandant des Führerhauptquartiers. Hitler ernannte ihn rückwirkend zum 1. August 1939 zum Generalmajor.
Nach dem Überfall auf Polen kam Hitler Rommels Wunsch nach, eine Panzerdivision zu führen, indem er ihn im Februar 1940 in Bad Godesberg zum Kommandeur der 7. Panzer-Division ernannte. Rommel hatte bis dahin zwar keinerlei praktische Erfahrung in der Führung von Panzerverbänden, erwies sich im „Fall Gelb“ in Frankreich mit seiner eigenwilligen Vorne-Führung aber als erfolgreich. Die Unvorhersehbarkeit und Geschwindigkeit seiner Operationen irritierten nicht nur seine Gegner, sondern auch das deutsche Oberkommando. Sie brachte seiner Division den Beinamen Gespensterdivision ein. Rommels Verband stieß bei Dinant über die Maas vor, durchbrach die verlängerte Maginotlinie und rückte an den La-Bassée-Kanal vor. Am 27. Mai 1940 wurde ihm dafür das Ritterkreuz des Eisernen Kreuzes verliehen.

#### Einsatz in Libyen und Ägypten

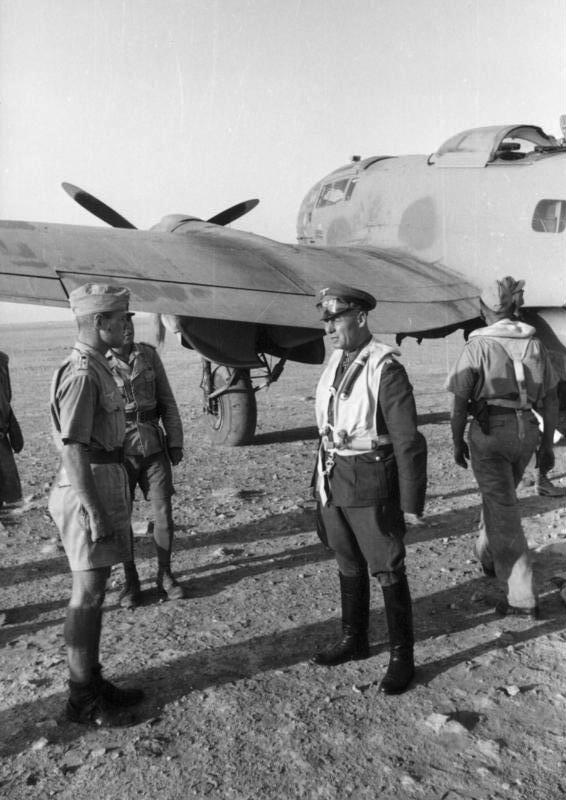
Rommel mit Joachim Müncheberg (links) in Nordafrika, 1941

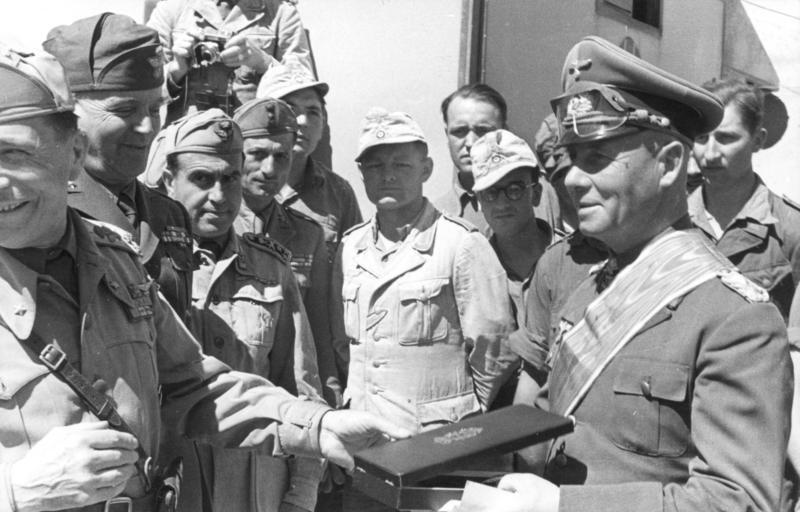
Verleihung des Kolonial-Ordens vom Stern von Italien an Rommel (rechts), April 1942

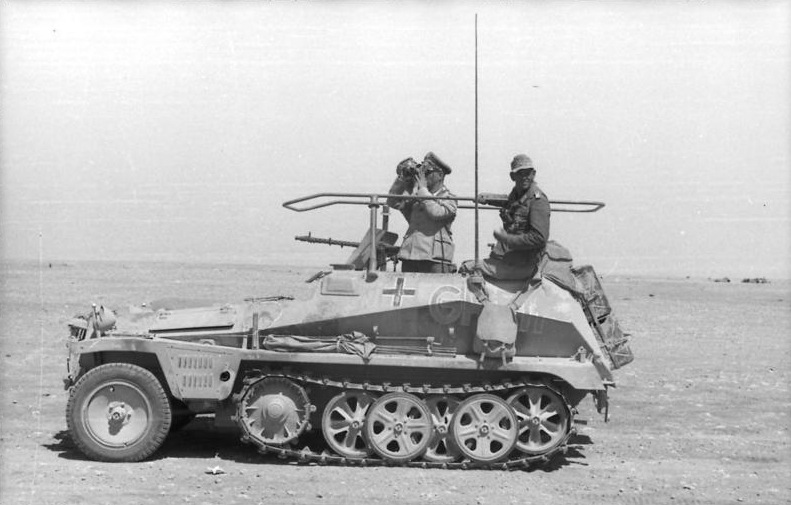
Rommel in seinem Befehlsfahrzeug Sd.Kfz. 250/3 „Greif“, Juni 1942

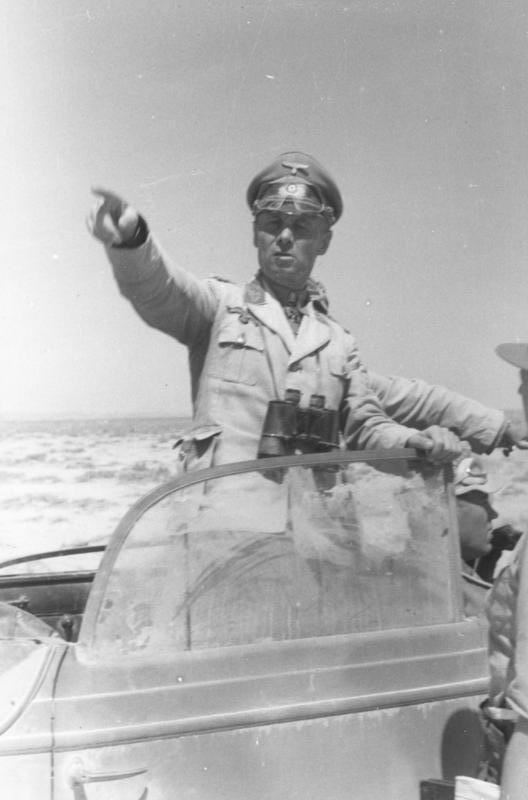
Rommel mit seinem Fahrer Hellmut von Leipzig bei Tobruk, Juni 1942

Im September 1940 hatte Italien von Italienisch-Libyen aus eine Invasion in das mit Großbritannien verbündete Königreich Ägypten begonnen. Die britische Gegenoffensive ab Anfang Dezember 1940 ließ die italienische 10. Armee zusammenbrechen und führte bis zum 8. Februar 1941 zum vollständigen Verlust der Cyrenaika. Unter diesem Eindruck einigten sich Benito Mussolini und Hitler im Verlauf des Januars auf eine direkte deutsche Unterstützung in Libyen. Diese sollte neben zusätzlichen Luftwaffenverbänden aus einem Panzerkorps mit zwei Divisionen bestehen.
Rommel, der im Januar 1941 zum Generalleutnant befördert worden war, wurde für das Kommando von Hitler persönlich gegen den Widerstand des Oberbefehlshabers des Heeres Walther von Brauchitsch ausgesucht. Am 12. Februar 1941 erreichte Rommel im Rahmen des Unternehmens Sonnenblume Tripolis und wurde mit Wirkung zum 15. Februar zum Befehlshaber der deutschen Truppen in Nordafrika ernannt.
Sein Auftrag war, Italien bei der Verteidigung zu unterstützen, einen britischen Vorstoß auf Tripolis zu verhindern und bis zum 20. April einen Plan für die Rückeroberung der Cyrenaika vorzulegen. An sich war das deutsche Afrikakorps dem italienischen Oberbefehlshaber vor Ort unterstellt, doch die deutsche Führung hatte sichergestellt, dass das Korps nur als kompletter Verband eingesetzt werden durfte, was Rommel taktische und operative Freiheiten gab, die er extensiv nutzte. Schon am 3. April 1941 sollte er mit General Italo Gariboldi in Konflikt geraten, als er gegen dessen Willen einen Aufklärungsvorstoß nach Adschdabiya zu einer Gegenoffensive ausbaute. Der italienische Operationsstab drohte mit seinen strategischen Planungen „in das Schlepptau der Initiativen Rommels zu geraten“.
Rommel wartete nur die Ankunft der ersten seiner beiden Divisionen ab: Mit den ersten in Afrika eingetroffenen Abteilungen der 5. Leichten Division (mot.), später in die 21. Panzer-Division umgegliedert, rückte Rommel rasch an der Mittelmeerküste entlang nach Osten vor und erreichte am 16. Februar Sirte, während der britische Generalstab davon ausging, es werde „beträchtliche Zeit verstreichen, bevor von Tripolis aus eine ernst zu nehmende Gegenoffensive gestartet werden kann“. Das Gebiet von El Agheila, wo die Briten am 8. Februar den Vormarsch ihrer Operation Compass abgebrochen hatten, erreichte Rommel am 22. Februar. Zwei Tage darauf kam es dort zum ersten Gefecht mit einer britischen Einheit, den King’s Dragoon Guards.
Am 20. März 1941 empfing Rommel bei einem Besuch in Deutschland für seinen Einsatz in Frankreich und Libyen aus der Hand Hitlers als zweiter Soldat des Heeres das Eichenlaub zum Ritterkreuz. Am 24. März gelang ihm bei einem Aufklärungsvorstoß überraschend die Besetzung von El Agheila, obwohl das Oberkommando des Heeres ihn vorher mehrfach angewiesen hatte, auf das Eintreffen der 15. Panzer-Division zu warten. Da die Briten die Enigma-Verschlüsselung entschlüsselt hatten, hörten sie die wiederholten Wartebefehle an Rommel ab und erwarteten keine weiteren Schritte von seiner 5. Leichten Division. Daher gelangen ihm weitere Vorstöße und mit der Unterstützung zweier nach Afrika verlegter italienischer Divisionen bis zum 10. April die Rückeroberung der Cyrenaika bis zur Festung Tobruk sowie die Einschließung der Stadt. Seine folgenden Angriffe auf Tobruk scheiterten (vgl. Belagerung von Tobruk). Nicht zuletzt die Verlegung britischer Kräfte des Nahost-Kommandos nach Griechenland wegen des Balkanfeldzugs hatte Rommels Erfolg ermöglicht.
Ein weiterer Vormarsch war ohne die Eroberung Tobruks nicht möglich. Ein Versuch dazu wurde von Rommel Anfang Mai nach dem Eintreffen der noch fehlenden 15. Panzerdivision unternommen. Rommel und seinen Truppen gelang es, eine britische Gegenoffensive Mitte Mai und eine weitere größere Gegenoffensive der Alliierten Mitte Juni (Operation Battleaxe) zurückzuschlagen.
Insgesamt war der deutsche Einsatz in Nordafrika von Nachschubproblemen geprägt. Die Hauptursache dafür war die bevorzugte Versorgung der deutschen Truppen im Krieg gegen die Sowjetunion, der im Juni 1941 mit dem Unternehmen Barbarossa begonnen hatte. Die Nachschublieferungen für die Häfen Tripolis und Benghazi litten stark unter britischen Marine- und Luftangriffen, da die Versorgungsrouten und -termine den Briten durch die Entschlüsselung der Enigma bekannt waren. Zudem wurde die deutsche Eroberung Maltas, des Stützpunktes der Nachschubbehinderung, immer wieder verschoben. Die operativen Einschränkungen, die sich daraus ergaben, nahm Rommel nicht hinreichend zur Kenntnis beziehungsweise bezog sie nicht in die weitere offensive Operationsführung ein.
Im Juli 1941 wurde Rommel zum General der Panzertruppe befördert. Im September wurde er zum Befehlshaber der Panzergruppe Afrika ernannt, welche die gesamten – größtenteils italienischen – Achsenstreitkräfte in der Cyrenaika umfasste. Einem für den 23. November 1941 geplanten weiteren Angriff Rommels auf Tobruk kam am 18. November die britische Großoffensive Crusader zuvor. Bis zum 31. Dezember mussten sich Rommels Truppen bis hinter die El-Agheila-Linie zurückziehen.
Am 20. Januar 1942 wurde Rommel als erster Soldat des Heeres mit den Schwertern zum Ritterkreuz mit Eichenlaub ausgezeichnet. Indem die Panzergruppe Afrika zur Panzerarmee Afrika aufgewertet wurde, war Rommel ab 22. Januar 1942 nun Armee-Oberbefehlshaber. Ende Januar unternahm Rommel die zweite Cyrenaika-Offensive, bei der die britische 1. Panzerdivision überrollt und die 8. Armee bis zum 7. Februar wieder bis Gazala/Bir Hacheim zurückgedrängt wurde. Rommel wurde daraufhin am 1. Februar 1942 zum Generaloberst befördert.
Am 26. Mai begann Rommel die Gazala-Offensive. Während er zeitweise am Rand einer völligen Niederlage stand, gelang es ihm Mitte Juni, die gesamten britischen Panzerkräfte vor Tobruk zu besiegen. Am 21. Juni 1942 eroberte Rommels Armee schließlich die Stadt. Dafür wurde er am folgenden Tag zum Generalfeldmarschall befördert. Mit 50 Jahren war er zu diesem Zeitpunkt der jüngste Inhaber dieses Ranges in der Wehrmacht.

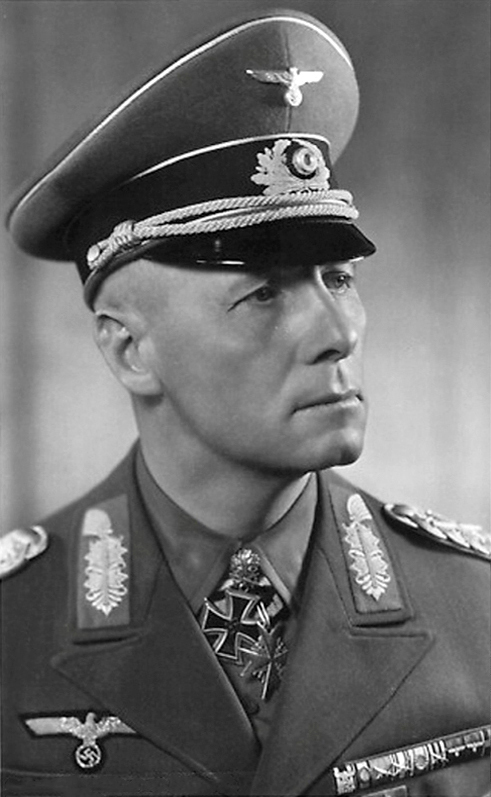
Rommel als Generalfeldmarschall, etwa 1942/43

Im Juli 1942 fand die erste Schlacht von El Alamein statt, die in einer Pattsituation endete. Auf britischer Seite wurde Claude Auchinleck Mitte August durch General Alexander als Oberbefehlshaber Nahost und durch General Bernard Montgomery als Befehlshaber der 8. Armee ersetzt. Ein zweiter Versuch Rommels, die alliierten Stellungen zu durchbrechen, wurde in der Schlacht von Alam Halfa Ende August/Anfang September verhindert. Rommel litt zu diesem Zeitpunkt bereits an Magenbeschwerden, meldete dem OKH am 22. August, dass er krank sei und schlug Generaloberst Heinz Guderian als seinen Nachfolger vor. Zwei Tage später wurde er jedoch in Kenntnis gesetzt, dass zurzeit kein geeigneter Panzergeneral verfügbar sei. Ein Notfallplan sah vor, dass Albert Kesselring das Oberkommando über den afrikanischen Kriegsschauplatz übernehmen sollte, während Walther Nehring die Rolle als Oberbefehlshaber der Panzerarmee und Gustav von Vaerst das Kommando über das Afrikakorps innehaben sollte. Daraufhin antwortete Rommel, dass er sich nun zwar gesund genug fühle, die Operation zu leiten, dass er jedoch anschließend eine größere Pause in der Heimat benötige. Der Angriff der Achsenmächte auf Alexandria und dann Kairo war damit gestoppt. Von Ende September bis Ende Oktober hielt Rommel sich aus gesundheitlichen Gründen in Deutschland auf. Seine Vertretung übernahm der General der Panzertruppe Georg Stumme.
Am 23. Oktober begannen die Alliierten unter General Montgomery ihre Gegenoffensive und zwangen Rommel in der zweiten Schlacht von El Alamein zum Rückzug. Trotz erheblicher Verluste wies Hitler Rommel in einem Durchhaltebefehl vom 3. November an, mit allen Mitteln eine Niederlage abzuwenden. Rommel, der nicht mehr an einen Sieg in Nordafrika glaubte, widersetzte sich dem Befehl und zog seine Armee zurück, nachdem die britischen Truppen unter Montgomery die Linien bei El Alamein durchbrochen hatten. Am 8. November 1942 landeten schließlich britische und amerikanische Streitkräfte im Rahmen der Operation Torch in Französisch-Nordafrika.

#### Einsatz in Tunesien
Nach dem Rückzug nach Tunesien kam die Front im Westen Tunesiens und im Osten zur libysch-tunesischen Grenze zum Erliegen. Die britische 8. Armee stoppte ihren Vormarsch vor der Mareth-Linie, um ihren Nachschub nachrücken zu lassen. Dieses Zeitfenster nutzte Rommel. Nach seinem Plan sollte die britische 1. Armee durch eine Umfassungsbewegung zwischen der tunesischen Grenze, Constantine und Bône eingekesselt werden.
Dies führte zur Schlacht am Kasserinpass. Obwohl diese Schlacht einen taktischen Erfolg bedeutete, wurde das strategische Ziel verfehlt, die in Algerien stehenden alliierten Kräfte zu vernichten und damit den Zweifronten-Krieg zu vermeiden. Diese Schlacht war der letzte Erfolg Rommels in Afrika. Zu Rommels Ungunsten unterblieb ein gemeinsames Achse-Oberkommando in Tunesien, was die strategischen Ziele erschwerte, da beide Armeen völlig autonom agierten. Während im Norden die 5. Panzerarmee unter Hans-Jürgen von Arnim vorsichtig und zögerlich agierte, hatte Rommels südliche Armee die Hauptlast des Angriffes zu leisten.
Dauerhafte Erinnerung schuf er sich dabei bei der United States Army, da (unter anderem) die amerikanische 1. Panzerdivision bei ihrer ersten Konfrontation in moderner mobiler Kriegsführung trotz quantitativer und qualitativer Überlegenheit eine herbe Niederlage erlitt. Der britische Historiker Paul Kennedy bezeichnet die Niederlage der amerikanischen Landstreitkräfte bei Kasserine als „demütigendste Niederlage“ (neben der Schlacht um die Philippinen) im gesamten Krieg.
Am 23. Februar 1943 wurde Rommel Oberbefehlshaber der Heeresgruppe Afrika. Als die Niederlage der deutschen Truppen abzusehen war, verließ Rommel am 6. März Afrika: Der von der deutschen Bevölkerung verehrte Rommel, der vom NS-Regime gezielt als Propagandafigur eingesetzt wurde, sollte nicht mit der Niederlage in Verbindung gebracht werden. Am 11. März verlieh Hitler Rommel für seinen Einsatz in Afrika die Brillanten zum Ritterkreuz mit Eichenlaub und Schwertern. Rommel war der erste Soldat des Heeres, der diese exklusive Auszeichnung erhielt. Erst nachdem Mitte Mai 1943 Rommels Nachfolger Generaloberst Hans-Jürgen von Arnim bei Tunis kapituliert hatte, erfuhr die Öffentlichkeit, dass Rommel Afrika bereits im März verlassen und eine weitere Auszeichnung erhalten hatte. Zuvor war es wegen der Befehlsmissachtung Rommels erstmals zu Spannungen zwischen Hitler und Rommel gekommen, die sich erst auflösten, als sich Rommels Einschätzung der nicht mehr abzuwendenden Niederlage in Nordafrika schließlich bestätigte.
Insgesamt brachten die Erfolge im Afrikafeldzug Rommel große Popularität in der Heimat und offenen Respekt im Ausland sowie den Spitznamen Wüstenfuchs ein.

#### Einsatz in Italien
Rommel war vom 20. Mai bis zum 12. Juli 1943 als Leiter eines nach ihm benannten Arbeitsstabes mit den Vorbereitungen für die deutschen Gegenmaßnahmen beim erwarteten Kriegsaustritt Italiens befasst. Als im Juli die Alliierten in der Operation Husky auf Sizilien landeten, wurde ihm am 15. Juli der Oberbefehl über die Heeresgruppe B übertragen. Nach der Absetzung Mussolinis am 25. Juli begann unter Rommels Kommando die Besetzung Italiens. Während er die Truppen in Norditalien anführte, war in Süditalien Albert Kesselring zuständig. Im September begann die alliierte Invasion in Italien. Daraufhin wurde am 8. September der Waffenstillstand von Cassibile bekanntgegeben.
Am 23. September 1943 gab Rommel die Weisung:

„Irgendwelche sentimentalen Hemmungen des deutschen Soldaten gegenüber badogliohörigen Banden in der Uniform des ehemaligen Waffenkameraden sind völlig unangebracht. Wer von diesen gegen den deutschen Soldaten kämpft, hat jedes Anrecht auf Schonung verloren und ist mit der Härte zu behandeln, die dem Gesindel gebührt, das plötzlich seine Waffen gegen seinen Freund wendet. Diese Auffassung muss beschleunigt Allgemeingut aller deutschen Truppen werden.“

Entgegen den Bestimmungen des Genfer Abkommens von 1925 wurden rund 1.070.000 entwaffnete italienische Soldaten als „Militärinternierte“ deklariert und zur (für Kriegsgefangene zulässigen) Zwangsarbeit in der deutschen Kriegswirtschaft verpflichtet (die Regierung Badoglio erklärte Deutschland erst am 13. Oktober auf Druck der Alliierten den Krieg). Rommels Befehl vom 1. Oktober 1943 hierzu lautete:

„Dieser Krieg ist ein totaler Krieg. Soweit die Männer Italiens nicht mehr die Gelegenheit haben, mit der Waffe für die Freiheit und Ehre ihres Vaterlandes zu kämpfen, haben sie die Pflicht, ihre volle Arbeitskraft in diesem Kampf einzusetzen.“

#### Einsatz am Atlantikwall

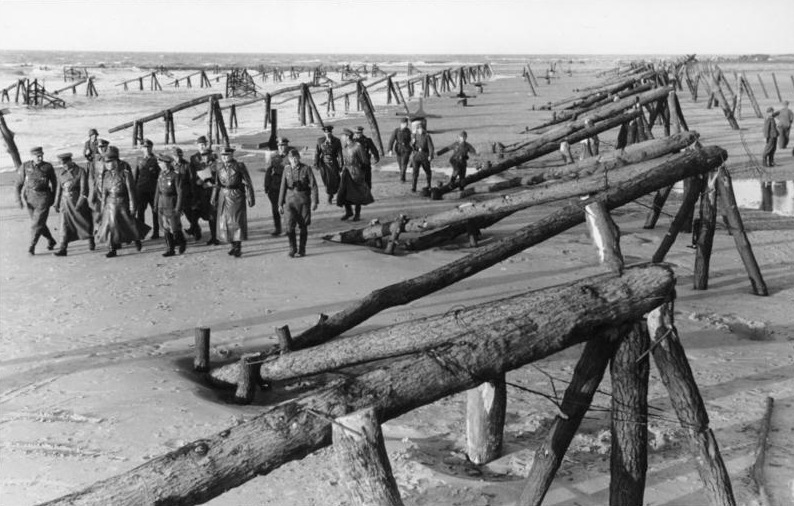
„Rommelspargel“ am Atlantikwall, April 1944

Im November 1943 wurde die Heeresgruppe B unter ihrem Oberbefehlshaber Rommel nach Frankreich verlegt. Rommel wurde außerdem mit der Überwachung der Verteidigungsmaßnahmen am Atlantikwall beauftragt. In dieser Funktion war er Hitler direkt unterstellt und baute mit Durchsetzungswillen und Organisationsgeschick die Befestigungen an der Küste aus. Seine taktische Kreativität zeigte sich dabei unter anderem am Einsatz einfacher Hindernisse aus Baumstämmen gegen Landungsboote und Lastensegler. Die Soldaten bezeichneten einzeln eingegrabene Baumstämme als „Rommelspargel“.

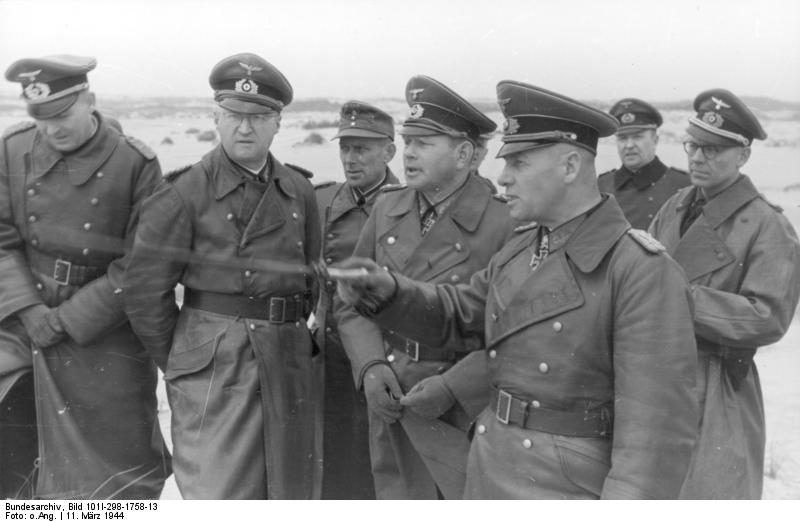
Erwin Rommel (Vordergrund) mit Offizieren in Nordfrankreich, nördlich der Somme-Mündung, März 1944.

Anfang Januar 1944 übernahm Rommel das Kommando über alle deutschen Truppen nördlich der Loire. Unterstellt war er dabei dem Oberbefehlshaber West, Generalfeldmarschall Gerd von Rundstedt. Zwischen ihm und Rommel kam es zu Meinungsverschiedenheiten hinsichtlich der Frage, wo die alliierte Invasion stattfinden und wie man sie am effektivsten bekämpfen könnte.
Im März 1944 unterzeichnete Rommel wie alle anderen Generalfeldmarschälle eine Loyalitätserklärung gegenüber Hitler, obwohl er diese als unnötig empfand, da seiner Ansicht nach ein einmal gegebenes soldatisches Treuegelöbnis ohnehin dauerhaften Bestand habe. Ab dem 4. Juni hielt Rommel sich anlässlich des Geburtstags seiner Frau zu einem Kurzurlaub in Süddeutschland auf. Als die alliierte Invasion (D-Day) doch stattfand, kehrte er am 6. Juni an die Front zurück. Sowohl in persönlichen Besprechungen mit Hitler im Juni 1944 als auch in seinem Schreiben „Betrachtungen zur Lage“ vom 15. Juli machte Rommel deutlich, dass er einen Sieg der deutschen Truppen für unwahrscheinlich hielt: „Die Truppe kämpft allerorts heldenmütig, jedoch der ungleiche Kampf neigt dem Ende entgegen. Es ist m. E. nötig, die [politischen] Folgerungen aus dieser Lage zu ziehen.“ Sein Generalstabschef Hans Speidel, der dem Widerstand nahestand, konnte Rommel überzeugen, das Wort „politischen“ zu streichen.
Am 17. Juli wurde Rommel nahe Sainte-Foy-de-Montgommery bei einem Tieffliegerangriff schwer verwundet und in das Luftwaffenlazarett Bernay überführt. Am 1. August trat er in Paris zum letzten Mal bei einer Pressekonferenz auf, um Gerüchte der ausländischen Presse über seinen Tod zu zerstreuen. Nachdem er seinen Oberbefehl über die Heeresgruppe niedergelegt hatte, hielt er sich zur Erholung in seinem Haus in Herrlingen auf.

### Rommel und der Nationalsozialismus

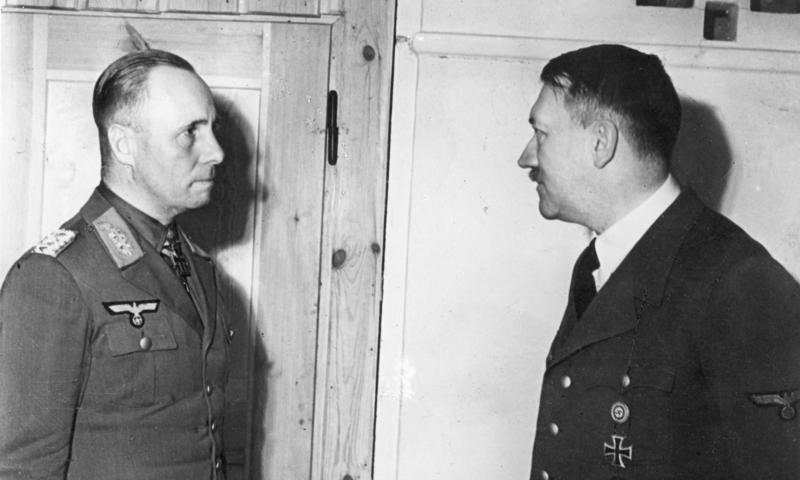
Rommel bei einer Besprechung mit Adolf Hitler, 1942

Die Frage nach der Einstellung Rommels zur nationalsozialistischen Ideologie ist schwer zu beantworten und droht von der Darstellung seiner militärischen Karriere und des mit ihm verbundenen Mythos verdeckt zu werden. Zwar war Rommel nie Mitglied der NSDAP, er akzeptierte aber widerspruchslos die Etablierung des nationalsozialistischen Systems und machte in der Wehrmacht Karriere.
In der Literatur wird immer wieder von dem engen Verhältnis zwischen Hitler und Rommel gesprochen. Hitler förderte Rommels Karriere persönlich. Als Kommandant des Führerhauptquartiers befand er sich schon früh in direkter Nähe des Diktators. Beide Männer sollen einander respektiert und sich äußerst gut verstanden haben. Rommel galt allgemein als Hitlers „Lieblingsgeneral“. Laut Albert Kesselring übte er auf Hitler einen „fast hypnotischen Einfluss“ aus. Goebbels notierte im Oktober 1942 nach einem Gespräch mit Hitler:

„Rommel hat auf ihn [Hitler] einen sehr tiefen Eindruck gemacht. […] Er ist weltanschaulich gefestigt, steht uns Nationalsozialisten nicht nur nahe, sondern ist ein Nationalsozialist […].“

Maurice Philip Remy weist darauf hin, dass Rommel Hitler und das von diesem etablierte Regime bewunderte und ihm widerspruchslos diente. Die Loyalität Rommels gegenüber Adolf Hitler wird in der Literatur wiederholt betont und Rommel als „überzeugter Anhänger“ und „bedingungsloser Gefolgsmann Hitlers“ beschrieben. In einem Brief an seine Frau vom 2. September 1939 schwärmte Rommel: „Es ist doch wunderbar, dass wir diesen Mann haben“.
Hitler bemühte sich, Rommel durch Gunstbeweise, beispielsweise persönliche Gespräche oder die Teilnahme an wichtigen Besprechungen, an sich zu binden. Rommel dankte es ihm mit Bewunderung und Gehorsam: „Seine [Hitlers] Anerkennung zu finden für mein Tun und Handeln ist das Höchste, was ich mir wünschen kann.“ An anderer Stelle schrieb er: „Bin viel mit dem F[ührer] zusammen oft bei intimen Besprechungen. Dies Vertrauen ist für mich die größte Freude, mehr als mein Generalsrang.“ Teilweise scheint Rommel dabei die Bedeutung seiner Person für Hitler überschätzt zu haben.
Während seines Einsatzes in Nordafrika kam es erstmals zu Spannungen zwischen Rommel und Hitler. Rommel, der bisher immer Hitlers militärisches Verständnis bewundert hatte, musste erkennen, dass Hitler seine Lagebeurteilungen nach anderen Kriterien vornahm als er selbst. Während Rommel seine eigenen Einschätzungen nach militärstrategischen Gesichtspunkten vornahm, sah er bei Hitler ideologische Gründe vorherrschen. Ungewöhnlich scharf verurteilte er Hitlers Agieren in Bezug auf Nordafrika: „Mir wurde es klar, dass Adolf Hitler die wahren Verhältnisse nicht sehen wollte und sich gefühlsmäßig gegen das wehrte, was sein Verstand ihm sagen musste.“ Weitere Spannungen gab es, als Rommel nach dem D-Day Mitte 1944 zu der Auffassung gelangte, der Krieg sei nicht mehr zu gewinnen, und Hitler bat, aus dieser Lageeinschätzung Konsequenzen zu ziehen. Er verkannte dabei jedoch den Charakter des von den Nationalsozialisten begonnenen Kriegs (→Totaler Krieg).
Allerdings scheint sich Rommel mit der NS-Ideologie wenig beschäftigt zu haben. In der Literatur wird außerdem immer wieder betont, wie unkritisch sich Rommel den politischen Verhältnissen angepasst habe. Rommel wird als „politisch naiv“ eingeschätzt, als jemand, der nicht in der Lage oder willens war, „politische Tatbestände differenziert wahrzunehmen“. Rommels Selbstverständnis als Soldat beinhaltete auch, sich nicht politisch zu äußern.
Weil er Hitler bewunderte und sich als loyalen Soldaten verstand, ignorierte oder übersah er den verbrecherischen Charakter des Regimes. Rommel habe „niemals Hitlers Strategie und Kriegsführung begriffen“, so Reuth. Diese Einschätzung teilt auch Fraser: „Gleichwohl war er politisch naiv. Hitler beeindruckte ihn besonders, ohne dass er – entweder aus Unwissenheit oder vorsätzlich – dessen verbrecherische Seite zur Kenntnis nahm.“ Als Rommel 1943 bei einem Gespräch mit Hitler zu bedenken gab, dass es dem Ansehen Deutschlands im Ausland guttäte, wenn auch ein Jude zum Gauleiter ernannt würde, habe Hitler mit den Worten reagiert: „Mein lieber Rommel, Sie haben nichts von dem verstanden, was ich will.“
Laut dem Militärhistoriker Peter Lieb sei Rommel zwar „Goebbels’ Lieblingsgeneral“, aber „kein Nazi“ gewesen. Auch die britischen und amerikanischen Gegner hätten ihm Fairness bescheinigt. Zudem seien Rommel weder Kriegsverbrechen noch antisemitische Äußerungen nachzuweisen. Er habe verbrecherische und unsinnige Befehle Hitlers mehrfach „nicht befolgt“ und scheine auch Dotationen des Diktators „nicht angenommen“ zu haben. Nach der Landung der Alliierten in der Normandie hielt Rommel den Krieg für verloren und forderte „im Gegensatz zu vielen anderen Generalen“ Hitler zu „politischen Konsequenzen“ auf, was aus Sicht des Diktators ein „ungeheuerlicher Vorgang“ war. Briefe, in denen er sich als treuer Gefolgsmann Hitlers ausgab, müssten „quellenkritisch“ gelesen werden, da Rommel eine Überwachung durch die Gestapo oder den SD befürchten musste.

### Rommel und der Widerstand

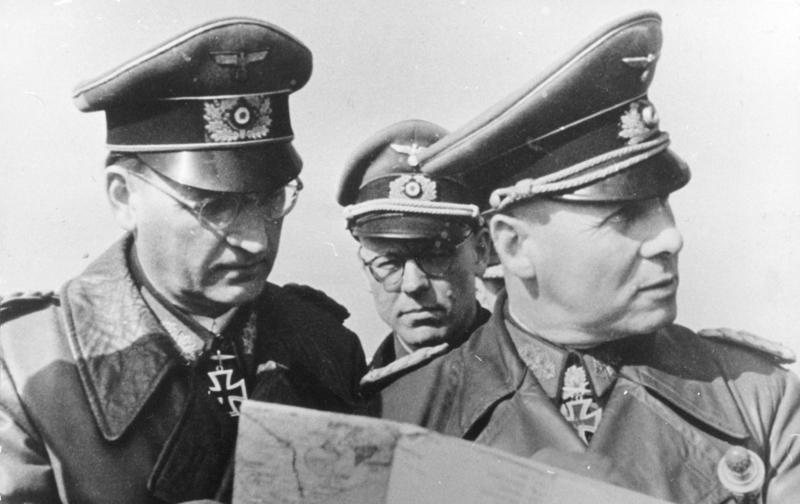
Rommel (rechts) mit seinem Chef des Stabes Hans Speidel (links), der ihn für den Widerstand gewinnen sollte, April 1944

Rommels Name wurde und wird immer wieder mit dem Attentat vom 20. Juli 1944 auf Adolf Hitler in Verbindung gebracht. Insgesamt wird heute betont, dass Rommel nicht aktiv an den Planungen und der Ausführung des Attentats beteiligt war. Keine Einigkeit herrscht jedoch hinsichtlich der Frage, ob er vom geplanten Attentat wusste oder ahnte, dass die Ermordung Hitlers geplant war. Neuere Forschungen weisen darauf hin, dass Rommel von den Staatsstreichplänen wusste und das Attentat auf Hitler unterstützte.
Einen Beleg für Rommels Beteiligung am Widerstand gegen den Nationalsozialismus liefert der Tagebucheintrag von Joseph Goebbels am 24. November 1944:

„Stülpnagel hat die Beweise dafür erbracht, dass die Generalfeldmarschälle Kluge und Rommel bei der Putsch-Planung vom 20. Juli, wenn auch nicht bei dem Attentat gegen den Führer, mit beteiligt gewesen sind. Ich glaube, wir können dem Schicksal danken, dass beide durch Tod abgegangen sind.“

In einem Brief an seine Frau vom 24. Juli 1944 äußerte sich Rommel ablehnend gegenüber dem gescheiterten Attentat: „Zu meinem Unfall hat mich das Attentat auf den Führer besonders stark erschüttert. Man kann Gott danken, dass es so gut abgegangen ist.“ Ob er damit seine wahre Meinung darlegte oder ob er sich mit diesem Schriftstück lediglich entlasten wollte, bleibt unklar.
Generalleutnant Hans Speidel war im April 1944 als Chef des Stabes zu der von Rommel geleiteten Heeresgruppe B gekommen. Inoffiziell sollte er Rommel für den Widerstand gewinnen. Anfang Juli 1944 wurde außerdem Caesar von Hofacker zu Rommel geschickt, um zu klären, ob dieser sich dem Widerstand anschließen wolle. Hofackers Vetter Stauffenberg hatte – als Oberstleutnant der 10. Panzerdivision in Afrika – Rommel bereits am 19. Februar 1943 auf dem Divisionsgefechtsstand bei Sbeitla kennengelernt. Hofacker, der den Umsturzversuch in Paris leitete, wurde nach dessen Misslingen verhaftet und gefoltert. Noch Anfang September besuchte Speidel Rommel in Herrlingen und berichtete ihm, dass er von seinem Posten als Stabschef der Heeresgruppe B abgesetzt worden war.
Rommels Name wurde in den Unterlagen des ehemaligen Leipziger Oberbürgermeisters und Kopfs des zivilen Widerstandes Carl Goerdeler gefunden. Insgesamt gibt es aber weiterhin Unklarheiten darüber, wie die belastenden Aussagen genau zustande kamen. Dies hängt nicht zuletzt damit zusammen, dass es in der Wehrmachtführung durchaus ein Interesse daran gab, Rommel auszuschalten. „Wegen seiner steilen Karriere, seiner Popularität und vor allem aufgrund der Gunst, die er bei Hitler genoss, hatte er viele Feinde in der Wehrmacht.“
Nach dem Krieg veröffentlichte Speidel, der im Gegensatz zu von Hofacker zwar ebenfalls verhaftet, doch nicht zum Tode verurteilt worden war, das Buch 1944. Ein Beitrag zu Rommels und des Reiches Schicksal, in dem er Rommel als Mitglied des Widerstandes darstellte. Rommels Witwe veröffentlichte 1950 Aufzeichnungen ihres Mannes und erklärte außerdem, dass das soldatische Selbstverständnis ihres Mannes ihm jegliche politischen Aktivitäten versagt hätte: „Er war während seiner ganzen Laufbahn immer Soldat und nie Politiker.“ Er sei daher nicht am Widerstand beteiligt gewesen.
Helmut Krausnick rechnete Rommel bereits 1953, als das Attentat vom 20. Juli 1944 in Westdeutschland noch umstritten war, zum Widerstand gegen den Nationalsozialismus. Er schreibt, Rommel habe über das Militärische hinaus „auch die Untergrabung des Rechtsstaates durch die Methoden der Gestapo, die Maßlosigkeit Hitlers im menschlichen, militärischen und staatlichen Bereich, seine Unterdrückung der Kirchen und seine Ausrottungspolitik gegen die Juden, seine Verachtung jeder echten Humanität überhaupt“ beunruhigt. Er habe Hitlers Verhaftung und Verurteilung geplant, um den Diktator nicht durch eine Ermordung zum Märtyrer zu machen, was auch andere Widerstandskämpfer unterstützten. Von den anderen Personen des 20. Juli 1944 unterscheide den Generalfeldmarschall „keine abweichende innere Haltung, sondern allenfalls der Zeitpunkt seiner Erkenntnis und die Frage der Form einer Ausschaltung Hitlers als Person.“ Rommels Wandlung zum Gegner Hitlers besitze „um so größeren Wert in sich selbst und für eine noch vielfach irrende Nachwelt“.
Wistrich schrieb 1983, dass Rommel mit den Verschwörern „sympathisierte […] ohne sich selbst aktiv an der Verschwörung zu beteiligen“, insgesamt aber „unentschieden“ geblieben sei. Er ging aber davon aus, dass Rommel sehr wohl über die Pläne informiert gewesen war. Reuth urteilte 1987 hingegen, dass Rommel weder von den Attentatsplänen wusste noch für den Widerstand gewonnen wurde. Er meinte, Rommel habe zwar im Hinblick auf die Einschätzung der militärischen Situation mit den Vertretern des Widerstandes, Speidel und von Hofacker, übereingestimmt, und ebenso wie diese Konsequenzen aus dem für die Wehrmacht ungünstigen Kriegsverlauf gefordert. „Was sie mit ‚Konsequenzen‘ meinten, unterschied sich jedoch grundlegend.“ An eine Ermordung Hitlers habe Rommel dabei nie gedacht.
Auch in seinem Aufsatz von 1997 stellt Reuth fest, dass „weder Hofacker noch Speidel […] Rommel also definitiv für den Widerstand gewonnen“ hatten. David Fraser unterstützt die Einschätzung Reuths: „Rommel hatte stets die Vorstellung einer Tötung Hitlers abgelehnt, obwohl er inzwischen von der Notwendigkeit, den Krieg zu beenden, überzeugt war und erkannte, dass dies die Ausschaltung Hitlers einschloss.“
Sowohl Fraser wie auch Reuth sehen Rommel deshalb nicht als Mitwisser der Verschwörung gegen Hitler, erkennen aber an, dass es ganz offensichtlich das Bestreben der Verschwörer war, den populären Rommel für sich zu gewinnen. Ab Mitte der 1990er Jahre verschwanden dann die Einträge zu Rommel aus den Werken 20. Juli. Porträts des Widerstandes (herausgegeben von Rudolf Lill) sowie aus dem Lexikon des Widerstandes 1933–1945 (herausgegeben von Peter Steinbach).
Im September 1944 gab General Heinrich Eberbach gegenüber anderen deutschen Offizieren an, Rommel habe sich ihm gegenüber in einem Vieraugengespräch dafür ausgesprochen, Hitler und seine nächste Umgebung umzubringen. Eberbach befand sich im September 1944 in britischer Kriegsgefangenschaft in Trent Park; die dort abgehörten Gespräche wurden 2005 erstmals veröffentlicht. Nach Kriegsende wiederholte Eberbach seine Angaben von 1944. Der Historiker Sönke Neitzel sieht in den Äußerungen Eberbachs keinen Beweis, aber ein Indiz für die von Maurice Philip Remy vertretene These, Rommel sei durch Cäsar von Hofacker über das geplante Attentat auf Hitler informiert worden. Daneben verwies Peter Lieb 2013 auf Generalleutnant Alfred Gause, der handschriftlich in seinem Exemplar von Desmond Youngs Biographie „Rommel: Der Wüstenfuchs“ (1950) festgehalten hatte, dass es nicht stimme, dass Rommel nicht von Walküre gewusst habe. Im Jahr 2010 wiederholte der Militärgeschichtsforscher Jörg Echternkamp in einem populärwissenschaftlichen Werk die bekannte These, dass sich Rommels Rolle als Widerstandskämpfer 1944 darin erschöpfte, dass er zwar „mit den westlichen Alliierten einen Separatfrieden schließen wollte, aber doch nur, um den Krieg im Osten gegen die Rote Armee zu gewinnen.“ Offenbar war ihm diese Rolle, zusammen mit Kluge bei Gelingen des Attentats die Westfront „zu öffnen“, auch von den Verschwörern zugedacht.
Laut dem Militärhistoriker Gerd R. Ueberschär wird „ein steter, schon ab 1941, spätestens jedoch ab Ende November 1942 in Verbindung mit der verlangten Räumung Nordafrikas zu beobachtender Wandel“ Rommels vom Anhänger zum Gegner Hitlers „in der Forschung weitgehend akzeptiert“, wie auch die jüngsten Biographien von Sir David Fraser und Maurice P. Remy zeigten. Seit 1943 habe Rommel eine „distanzierte und kritische Einstellung zu Hitler und dessen Kriegführung“ gehabt und „durch v. Hofacker von den Überlegungen zum Staatsstreich“ gewusst.
Laut dem Militärhistoriker Peter Lieb weisen eine Aktennotiz Martin Bormanns vom 28. September 1944, ein Tagebucheintrag Joseph Goebbels’ vom 24. November 1944 und weitere Indizien darauf hin, dass „Rommel nicht nur vom Staatsstreich des 20. Juli wusste, sondern diesen auch unterstützte und ins Lager der Verschwörer übergewechselt war.“ Er habe sich der Widerstandsbewegung zwar sehr spät angeschlossen und bei den Attentatsvorbereitungen keine Rolle gespielt. Rommel sei deshalb nicht dem engeren Kreis der Personen des 20. Juli 1944 zuzurechnen, sei jedoch mehr als nur ein Sympathisant gewesen und habe dafür mit seinem Leben bezahlt. „Man muss ihm also einen festen Platz im militärischen Widerstand gegen den Nationalsozialismus zugestehen – und zwar in stärkerem Maße, als dies in der Geschichtswissenschaft und in der Öffentlichkeit in letzter Zeit der Fall war.“
Nach Auswertung weiterer Quellen kam Lieb 2018 zum gleichen Ergebnis. Er beruft sich dabei auf Aussagen von General Heinrich Eberbach, Rommel habe ihn [Eberbach] während der Schlacht um die Normandie konkret auf den Sturz der NS-Diktatur angesprochen; auf Unterlagen des Pariser Verschwörers Rudolf Hartmann, der Rommel als „Träger des Widerstands“ in Frankreich bezeichnete; und auf Aktennotizen Bormanns, dass Rommel über den Staatsstreich „durchaus im Bilde gewesen“ sei und „der neuen Regierung nach gelungenem Attentat zur Verfügung stehen“ würde. „Dass Hitler dem populären Rommel die Option auf eine Gerichtsverhandlung eröffnete, ohne dass belastendes Material vorhanden gewesen wäre, erscheint wenig plausibel“, so Lieb. Allein dies spreche für eine Unterstützung des Widerstands durch Rommel. Unklar bleibe nach wie vor, „welche Rolle Rommel konkret während und nach dem Attentat zugedacht war“.

### Suizid und Staatsbegräbnis

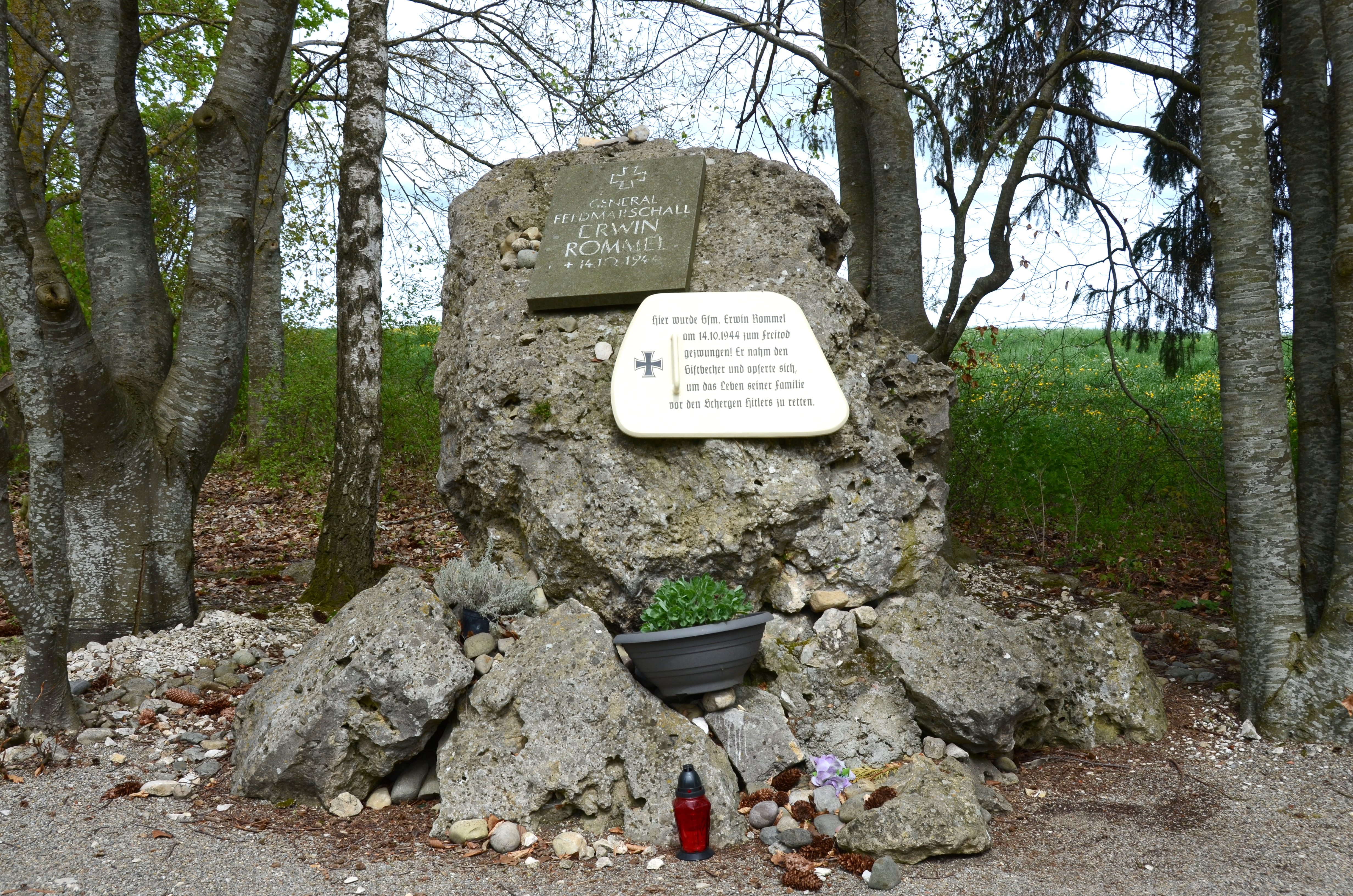
Gedenkstein für Erwin Rommel am Ort des Suizids in Herrlingen (2019)

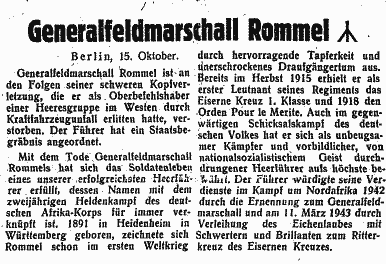
Offiziöse Darstellung von Erwin Rommels Tod im nationalsozialistischen Bozner Tagblatt vom 16. Oktober 1944, S. 1

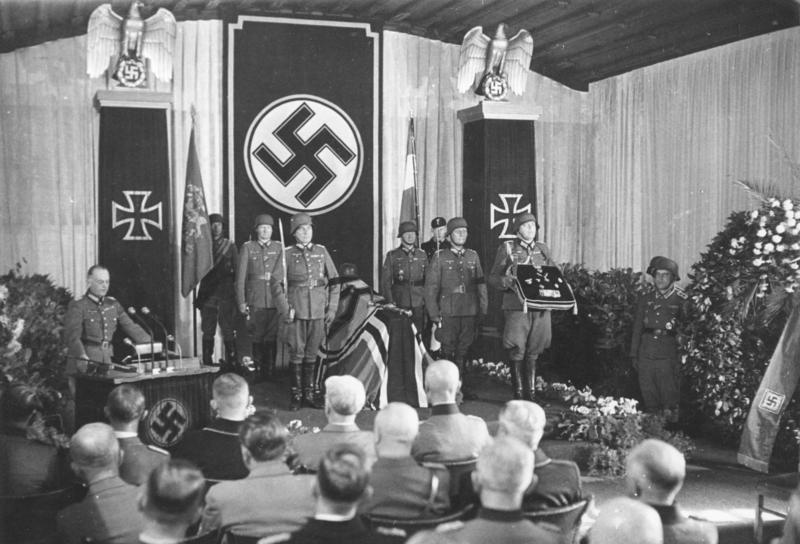
Staatsbegräbnis am 18. Oktober 1944 in Ulm

Nach einem Anruf vom Vortag trafen am 14. Oktober 1944 General Wilhelm Burgdorf, Chef des Heerespersonalamts im Oberkommando des Heeres und Chef der Adjutantur des Oberkommandos der Wehrmacht bei Hitler, sowie General Ernst Maisel, Amtsgruppenchef für Disziplinarangelegenheiten der Offiziere im Heerespersonalamt, in Herrlingen ein. Sie legten Rommel das vermeintlich belastende Material vor und stellten ihn vor die Alternative, sich selbst zu töten oder sich vor dem Volksgerichtshof zu verantworten. Zwar war Rommel überzeugt, dass es sich dabei um eine Intrige handeln müsse, dennoch widersetzte er sich nicht. Hitler ließ ihm auch versichern, dass er ein Staatsbegräbnis erhalten werde.
Im Auto fuhr er mit den beiden Generälen bis hinter die Ortsgrenze von Herrlingen, wo er sich mit einer von den Generälen mitgebrachten Zyankaliampulle das Leben nahm. Rommels Leichnam wurde ins Reservelazarett von Ulm gebracht, wo ein nichtsahnender Stabsarzt noch Wiederbelebungsversuche unternahm. Der Totenschein wurde auf die Diagnose „Herzschlag, als Folge eines im Westen erlittenen Dienstunfalls“ ausgestellt. Rommels Ehefrau wurde anschließend mitgeteilt, ihrem Ehemann sei während der Fahrt unwohl geworden, und er sei schließlich an den Folgen einer Embolie verstorben. Gleichzeitig meldete Burgdorf an den Chef des Oberkommandos der Wehrmacht, Wilhelm Keitel, den „Vollzug“. Hitler wurde der Tod Rommels während der abendlichen Lagebesprechung gemeldet. Er hielt auch in seiner nächsten Umgebung die Fiktion von Rommels Embolie aufrecht. Im Tagesbefehl zum Tode des Generalfeldmarschalls wurde mitgeteilt, Rommel sei den Folgen seiner schweren Verletzung erlegen, die er bei einer Frontfahrt durch einen Kraftwagenunfall erlitten habe.
Zum Staatsakt im Ulmer Rathaus, der auch für die Wochenschau aufgezeichnet wurde, hatte das Oberkommando der Wehrmacht beim Reichspropagandaministerium eine Trauerrede in Auftrag gegeben, die von Gerd von Rundstedt gehalten wurde. Darin wurde Rommel als „beseelt […] vom Geiste des Nationalsozialismus“ beschrieben. Rundstedt schloss mit den Worten: „Sein Herz gehörte dem Führer.“ Anschließend wurde Rommels Leichnam eingeäschert und die Urne später auf dem Friedhof der St.-Andreas-Kirche in Herrlingen, Gemeinde Blaustein, beigesetzt.

## Privatleben

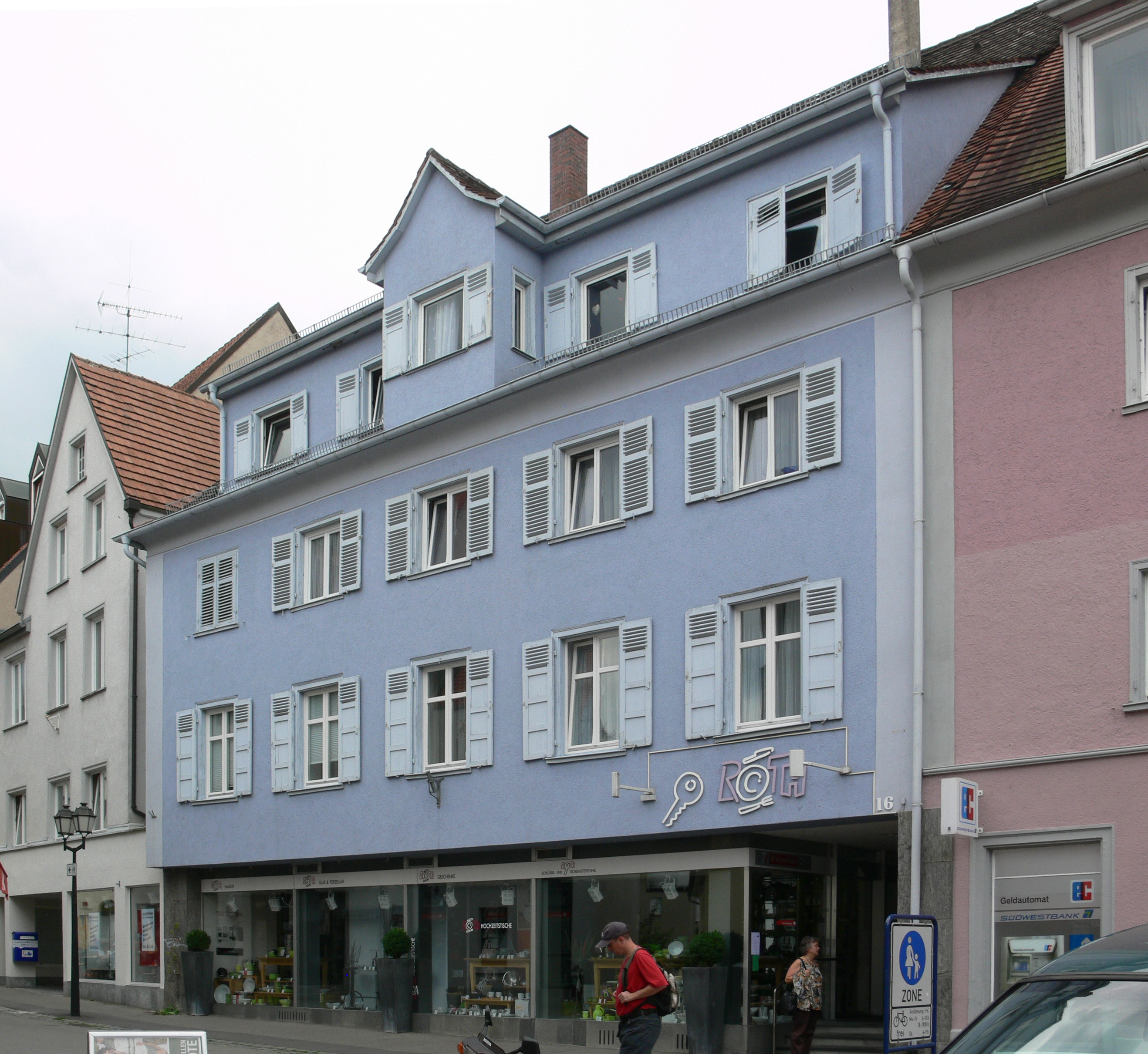
Wohnhaus Rommels in Weingarten

Ab 1912 hatte Rommel eine Liebesbeziehung mit Walburga Stemmer aus Weingarten, die im Dezember 1913 die gemeinsame Tochter Gertrud zur Welt brachte.
Im November 1916 heiratete Rommel Lucie Maria Mollin (1894–1971), die er 1911 während eines Kriegsschullehrgangs in Danzig kennengelernt hatte.
Rommels Frau war eine Nichte des polnischen Priesters Edmund Roszczynialski in Neustadt in Westpreußen bei Danzig. Dieser galt nach der deutschen Eroberung Polens als verschollen. Auf Bitten seiner Frau erkundigte sich Rommel nach dem verfolgten Onkel. Rommel wurde von der Bürokratie hingehalten und musste ihr ein Jahr später mitteilen, dass nichts herausgefunden wurde. Roszczynialski war am 30. Oktober 1939 von der Gestapo verhaftet worden und am 11. oder 12. November, wahrscheinlich beim Massaker von Piaśnica, erschossen worden.
Die außereheliche Tochter Gertrud wuchs bei ihrer Großmutter auf. Rommel und seine Frau kümmerten sich um das Mädchen, das als Rommels Nichte ausgegeben wurde. Im Dezember 1928 kam ihr Sohn Manfred Rommel zur Welt, der spätere CDU-Politiker und Stuttgarter Oberbürgermeister. Walburga Stemmer starb im Oktober 1928, vermutlich durch Suizid. Die Kinder von Gertrud, Rommels Enkel, ließen sich später im Allgäu nieder.
Im Oktober 1943 zog die Familie Rommel aus Wiener Neustadt kommend nach Herrlingen. Sie bezog dort ein Gebäude, das als „Haus Breitenfels“ bzw. „Martin-Buber-Haus“ Teil des im Frühjahr 1939 aufgelösten jüdischen Landschulheims war. Diese unter der Leitung des Berliner Pädagogen Hugo Rosenthal stehende reformpädagogische Einrichtung war 1926 von Anna Essinger gegründet worden, die im Herbst 1933 mit ihren Zöglingen nach England geflohen war. Die Bewohner des in diesen Gebäuden Mitte 1939 eingerichteten jüdischen Zwangs-Altersheims waren 1941/42 deportiert worden.
Das Propagandaministerium dichtete Rommel eine andere Lebensgeschichte an, die im April 1941 in der Wochenzeitung Das Reich abgedruckt wurde. Darin wurde er als Arbeitersohn dargestellt, der als einer der ersten SA-Führer nationalsozialistische Überzeugungen aus einem persönlichen Verhältnis zu Hitler gewonnen hätte. Rommel beschwerte sich über diese gefälschte Vita.

## Propagandafigur Rommel

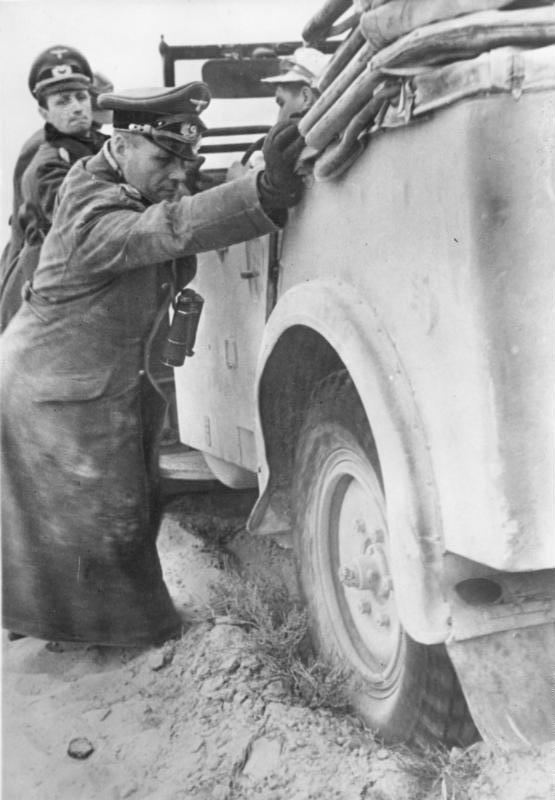
Rommel schiebt einen im Wüstensand steckengebliebenen Wagen an, Aufnahme der Propagandakompanie, Januar 1941

Rommel wurde gezielt zu einer nationalsozialistischen Propagandafigur aufgebaut und ließ sich „von Goebbels und dessen Propaganda gern als legendären Truppenführer darstellen“. Er war außerordentlich ehrgeizig und sah sich als Angehöriger des Militärs auch zu einer absoluten Loyalität gegenüber den Machthabern verpflichtet, auf die er den Führereid abgelegt hatte. Hinzu kamen sein militärisches Talent und sein besonderer, oftmals erfolgreicher Führungsstil. Von der Propaganda um seine Person versprach er sich eine Förderung seiner Karriere. Hilfreich war dabei das sich schon früh entwickelnde enge Verhältnis zum Diktator Hitler, als dessen „Lieblingsgeneral“ er galt. Hitler, der ansonsten strengstens die Veröffentlichung von Bildmaterial seiner Heerführer und Generäle kontrollierte, machte bei Rommel eine Ausnahme. Propagandaminister Goebbels hatte freie Hand, Rommel gezielt zu einer Propagandafigur aufzubauen, die all die Tugenden verkörperte, die nach NS-Verständnis einen idealen Soldaten ausmachten.
Es gab auch ganz konkrete personelle Verbindungen zwischen dem Propagandaministerium und Rommels Stab, beispielsweise in Gestalt von Karl Hanke und Alfred-Ingemar Berndt. Goebbels schenkte Rommel eine Kamera (Leica IIIc), mit der er seine Einsätze in Frankreich und Afrika festhalten konnte. Rommel nutzte begeistert diese Möglichkeit der Selbstinszenierung, deren Resultate auch teilweise in Deutschland veröffentlicht wurden. Goebbels meinte dazu, „dass kaum ein General so von der Wichtigkeit des Propagandaeinsatzes durchdrungen sei wie Rommel. Auch die Tatsache zeuge dafür, wie sehr er ein geistig aufgeschlossener, moderner General im besten Sinne des Wortes sei.“ Rommels erfolgreicher Durchbruch der Maginot-Linie beim Westfeldzug in Frankreich (Juni 1940) wurde noch im selben Jahr unter dem Titel „Sieg im Westen“ vom Propagandaministerium an Originalschauplätzen verfilmt. Der Film hatte im Februar 1941 im Berliner Ufa-Palast am Zoo Premiere.
Nach Rommels Einsatz in Nordafrika lobte nun auch die alliierte Seite seine Fähigkeiten als Heerführer. Der britische Premier Churchill versuchte dabei hauptsächlich der eigenen Öffentlichkeit zu erklären, warum die britischen Truppen in Nordafrika trotz militärischer Übermacht noch nicht gesiegt hatten. Tatsächlich, so der britische Historiker Antony Beevor, habe Rommel bei seinen militärischen Entscheidungen von Beginn an eher leichtsinnig gehandelt und letztlich nur deswegen große Reputation erlangt, weil die alliierten Propagandisten ein Interesse daran gehabt hätten, ihn zum fähigen Heerführer zu stilisieren, um das unfähige Handeln der britischen militärischen Führung in Nordafrika zu verschleiern.
Für die ausländische Presse veröffentlichte das Propagandaministerium sogar einen Lebenslauf Rommels, der nationalsozialistischen Idealen angepasst war. Rommel wurde darin eine Herkunft aus der Arbeiterschicht angedichtet und die Mitgliedschaft in SA und NSDAP unterstellt. Erfolglos protestierte Rommel gegen diese Verfälschungen.
Die Popularität Rommels im Ausland erwies sich in einer Gallup-Umfrage aus dem Jahre 1942: Nach Hitler war Rommel der weltweit bekannteste Deutsche. Goebbels notierte dazu im Februar 1942 in seinem Tagebuch: „Rommel ist weiterhin das erklärte Lieblingsobjekt selbst der feindlichen Nachrichtendienste.“
Um Schaden von der sorgfältig inszenierten Propagandafigur Rommel abzuwenden, wurde Rommel vor der absehbaren Niederlage aus Nordafrika abberufen. Rommels anschließende Versetzung an den Atlantikwall sollte der Bevölkerung die gleiche Siegesgewissheit vermitteln wie schon in Bezug auf Nordafrika. Die Verletzung, die er am 17. Juli 1944 bei einem alliierten Tieffliegerangriff erlitt, passte jedoch nicht in das Bild eines unbesiegbaren und ehrenvollen deutschen Soldaten und wurde daher als Folge eines Autounfalls dargestellt. Spekulationen der ausländischen Presse, Rommel sei dabei ums Leben gekommen, wurde mit einer Pressekonferenz in Paris am 1. August 1944 begegnet, auf der sich Rommel zum letzten Mal der Presse stellte.

## Nachwirkungen

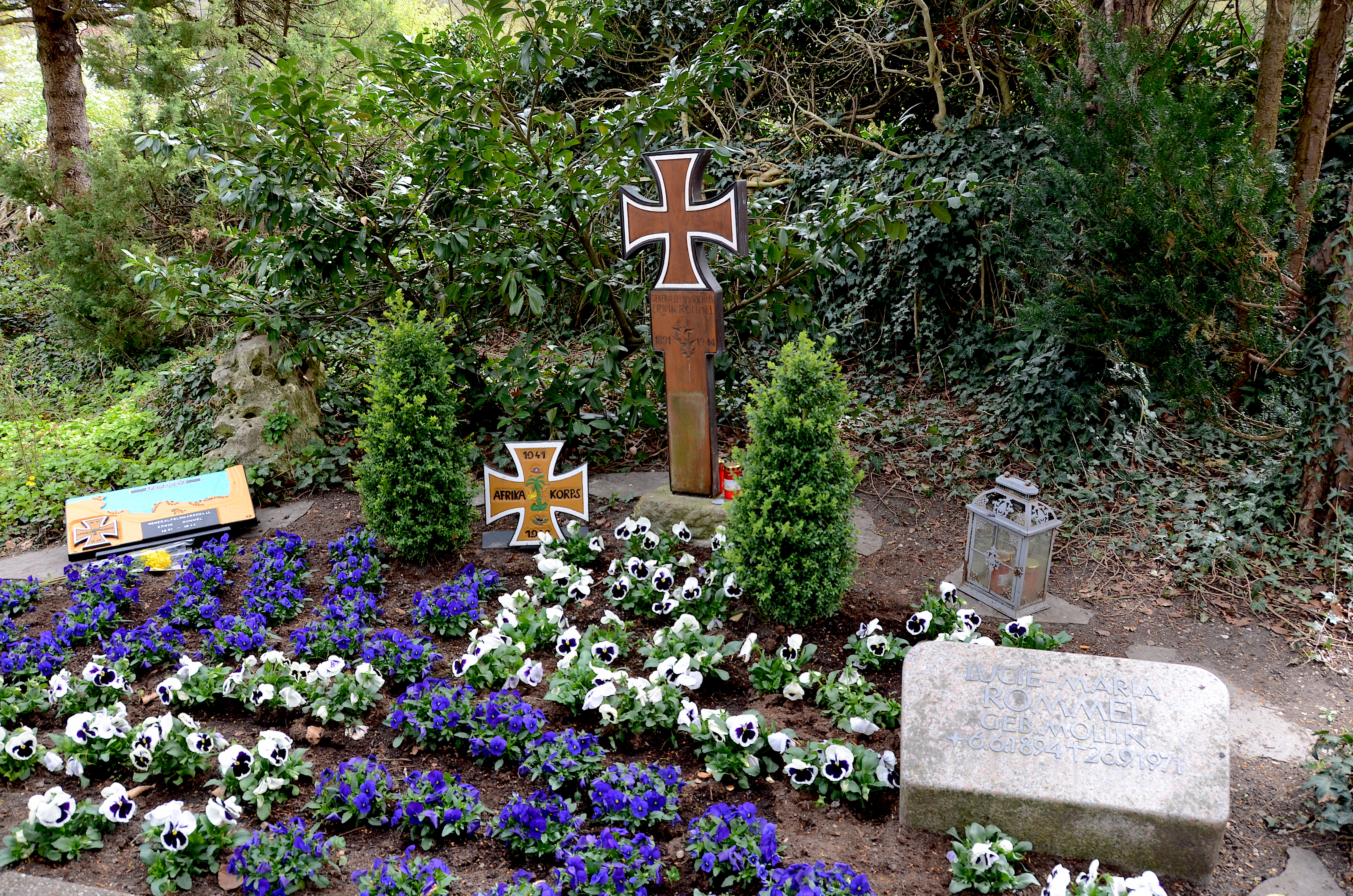
Grabstätte von Erwin Rommel in Herrlingen (2019)

Rommels Bewertung als unpolitischer, genialer Befehlshaber und Opfer des Nationalsozialismus wird manchmal als „Mythos Rommel“ bezeichnet, der das Bild des Feldmarschalls bis heute prägt. Sein Ruf für saubere Kriegführung wurde in der Nachkriegszeit im Interesse der Wiederbewaffnung der Bundesrepublik sowie der Versöhnung mit den früheren deutschen Kriegsgegnern Großbritannien und USA genutzt. Seine Person wird dabei weniger kritisch gesehen als andere Vertreter der Wehrmacht, obwohl er in der Zeit des Nationalsozialismus den Höhepunkt seiner Karriere erreichte und ein ambivalentes Verhältnis zum Widerstand hatte. Mit ihm verbinden sich immer noch Vorstellungen von einem ehrenvollen und „ritterlichen“ Kampf, von einer „sauberen Wehrmacht“. Dabei steht vor allem sein Einsatz in Nordafrika im Vordergrund. Die Tatsache, dass dieser Kriegsschauplatz weit entfernt von den Deportationen und Vernichtungslagern im Osten war, machte es leichter, das Bild eines unbefleckten Soldaten aufrechtzuerhalten. Die Ehrenhaftigkeit seines Einsatzes in Nordafrika wurde auch von seiner Ehefrau betont, welche 1950 die Kriegsaufzeichnungen ihres Mannes unter dem Titel Krieg ohne Haß herausbrachte.
Das immer wieder thematisierte Verhältnis Rommels zum Widerstand trägt seinen Teil dazu bei, Rommel in positivem Licht erscheinen zu lassen. Nach dem Krieg entstanden Gruppen wie der „Verband Deutsches Afrika-Korps e. V.“ sowie das „Rommel Sozialwerk e. V.“. Zudem wurden die ersten Rommel-Biografien von Engländern veröffentlicht, beispielsweise von Desmond Young, der in Nordafrika selbst gegen Rommel gekämpft hatte.

## Ehrungen
Die Bundeswehr ehrte ihn im Jahre 1961 mit der Benennung der Generalfeldmarschall-Rommel-Kaserne in Augustdorf und 1965 mit der Rommel-Kaserne in Dornstadt bei Ulm. Die Rommel-Kaserne in Osterode am Harz wurde inzwischen geschlossen. Die Bundesmarine taufte 1969 einen Zerstörer der Lütjens-Klasse auf den Namen Rommel. Den Taufakt nahm seine Witwe vor. Das Schiff wurde 1998 außer Dienst gestellt.
Zahlreiche Straßen deutscher Städte, vor allem in Baden-Württemberg, sind nach ihm benannt, beispielsweise in seinem letzten Wohnort Blaustein-Herrlingen die Erwin-Rommel-Steige, früher Wippinger Steige, an der sein damaliges Wohnhaus liegt.
Eine Umbenennung der Erwin-Rommel-Straße in Erlangen wird 2025 städtischerseits geprüft. Einrichtungen der Universität wie Studentenwohnheime des Studentenwerks, die nach ihrer Adresse benannt sind, „hätten international Probleme“ mit dem Namen. Andere Anwohner befürworten die Beibehaltung des angestammten Namens mit der Möglichkeit, nur einen Teil der Straße umzubenennen.
Am 12. November 1961 wurde auf dem Zanger Berg in Heidenheim ein Denkmal zu Ehren Rommels aufgestellt. Damaliger Festredner war Hans Filbinger.
Zu Beginn der 2010er Jahre wurde in Heidenheim ausgiebig darüber gestritten, ob das Rommel-Denkmal ersatzlos abgerissen oder aber durch ein Mahnmal ersetzt oder auf andere Weise umgestaltet werden solle. Im Jahr 2020 wurde ein Gegendenkmal aufgestellt, das auf die Opfer des Nordafrikafeldzugs hinweist, insbesondere auf die von Landminen in Nordafrika getöteten oder verstümmelten Menschen.
Das Rommel-Museum wurde 1989 in Herrlingen bei Ulm in Baden-Württemberg eröffnet, das allerdings im Jahr 2018 zu einem Museum, das sich allgemein mit deutscher Geschichte befasst, umgewandelt wurde. Im Museum befindet sich immer noch ein Raum, der sich mit Erwin Rommel befasst.
Vom 18. Dezember 2008 bis zum 30. August 2009 fand im Haus der Geschichte Baden-Württemberg in Stuttgart die Ausstellung „Mythos Rommel“ statt.
An Rommels Grabstätte in Herrlingen versammelten sich noch Jahrzehnte nach Kriegsende, hauptsächlich zu Jahrestagen seines Todes, Veteranen des Afrikafeldzugs, darunter ehemalige Kriegsgegner. Neben dem Bundesverteidigungsministerium legte auch die U.S. Army Trauerkränze am Grab nieder.

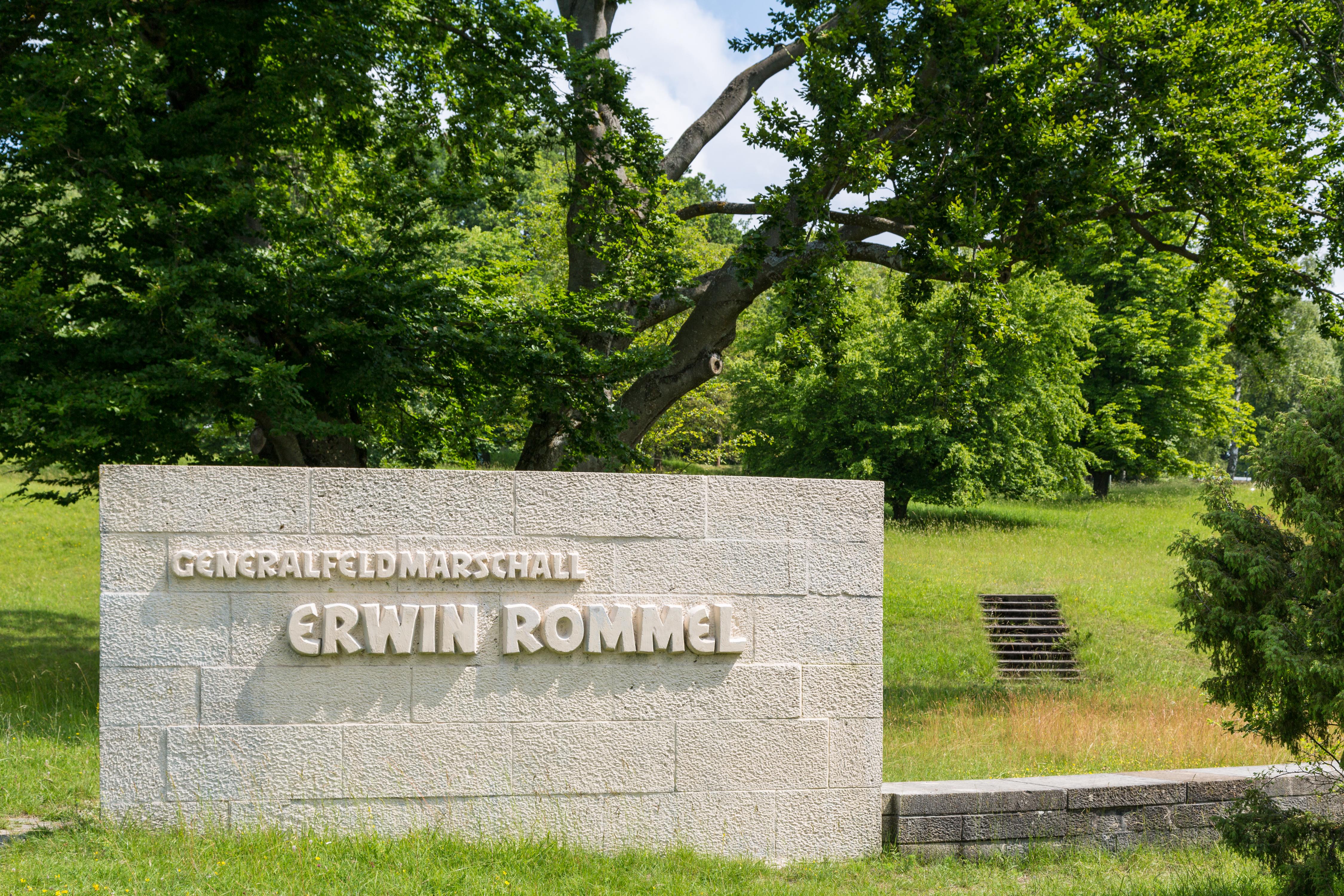
Denkmal in Rommels Heimatstadt Heidenheim an der Brenz (Zustand 2013), 2020 wurde es verändert.
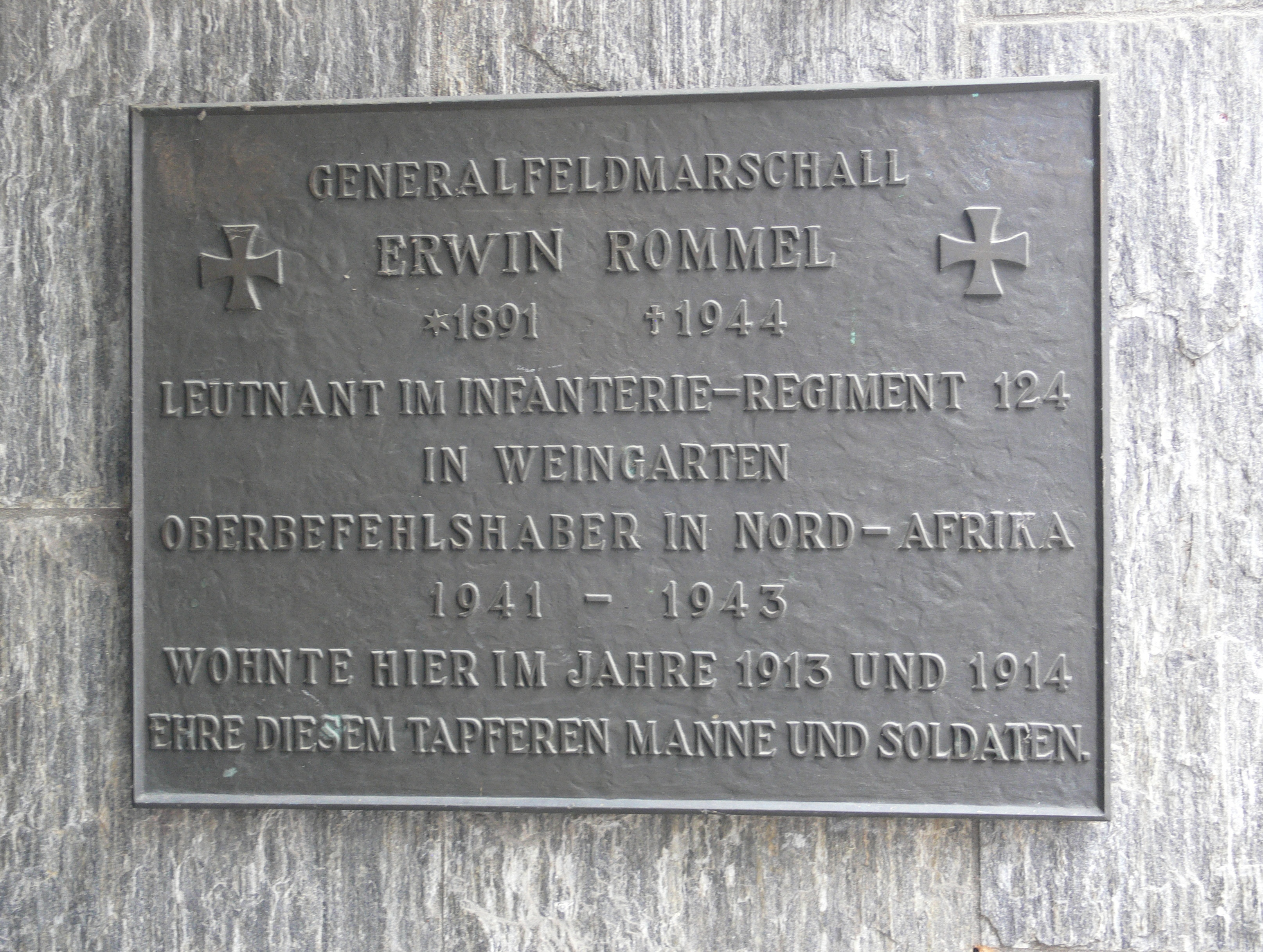
Gedenktafel an seinem Wohnhaus in Weingarten
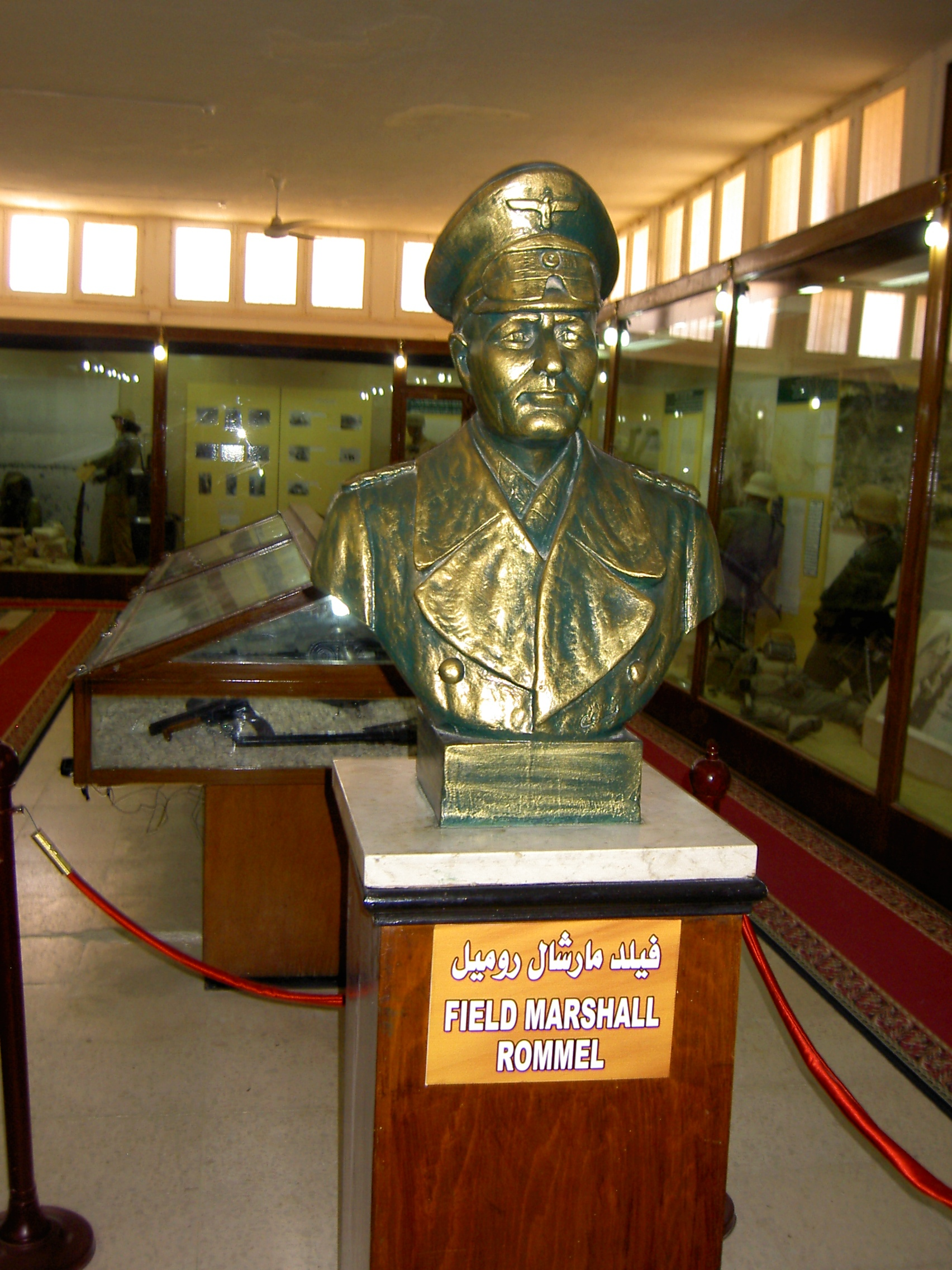
Büste im Militärmuseum El Alamein
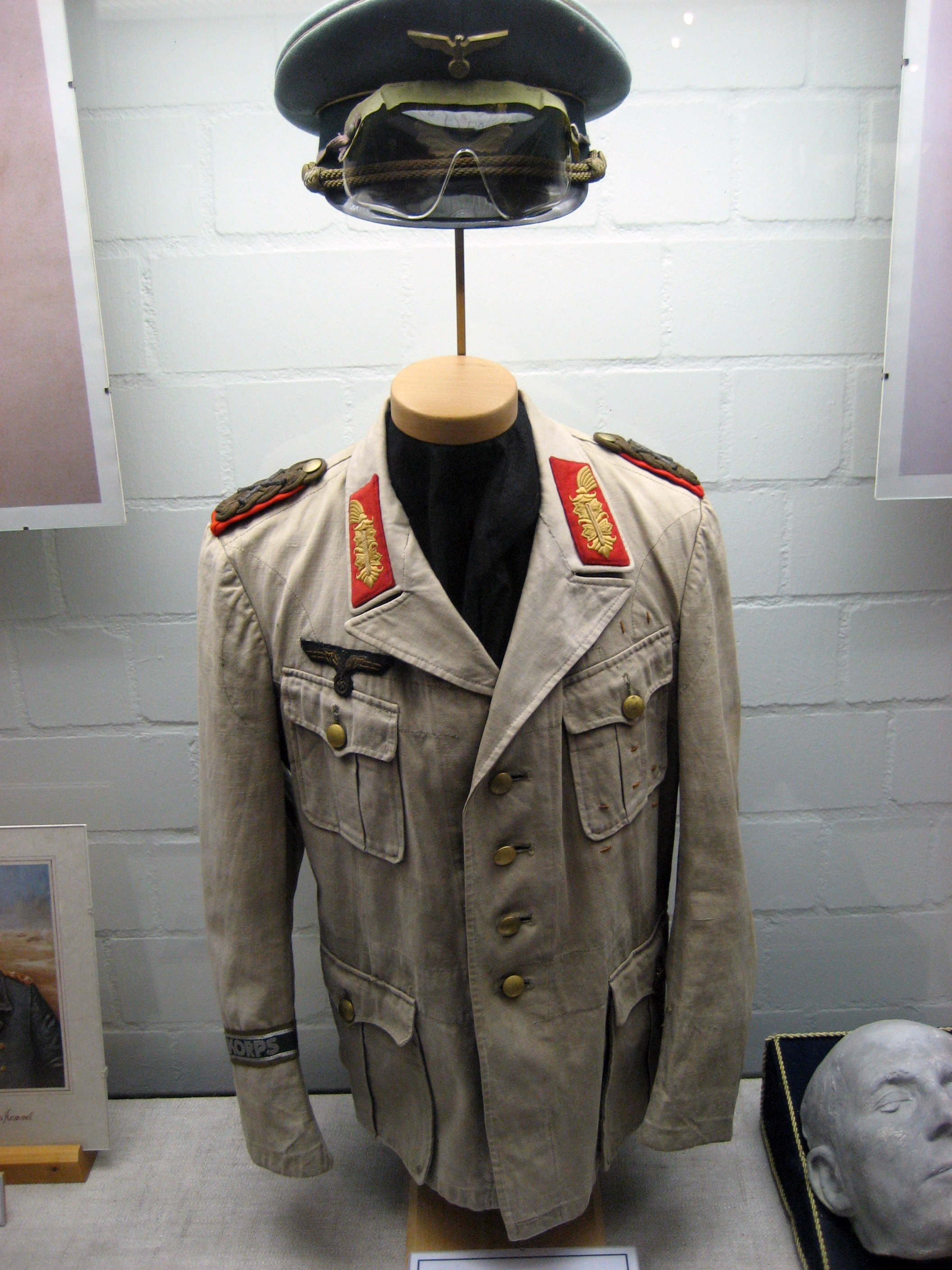
Afrikauniform im Deutschen Panzermuseum Munster
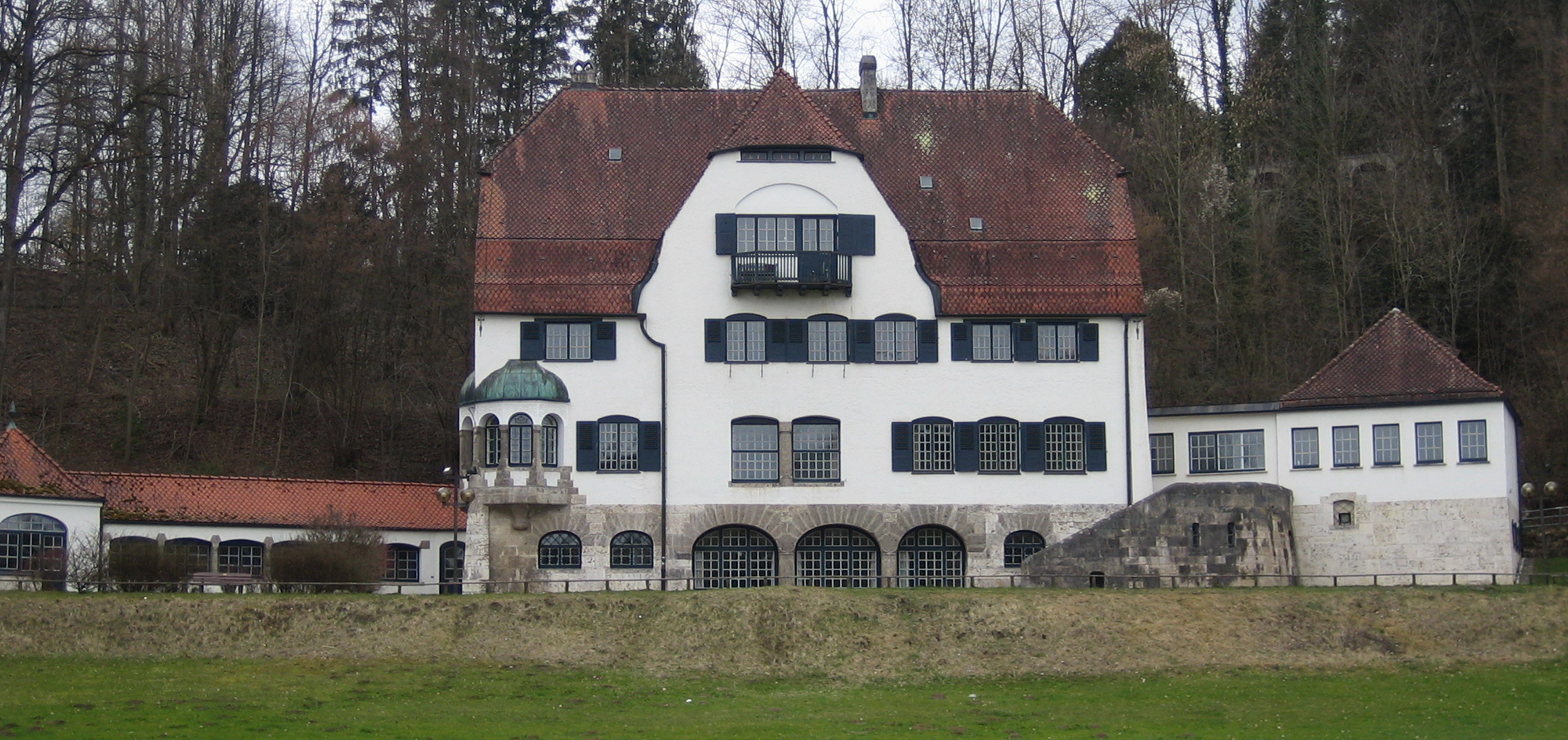
Museum in der Villa Lindenhof Herrlingen

## Schriften
- Gefechts-Aufgaben für Zug und Kompanie: Ein Handbuch für den Offizierunterricht. Mittler, Berlin 1934.
- Infanterie greift an. Voggenreiter, Potsdam 1937.[92]
- Krieg ohne Haß. Afrikanische Memoiren. Herausgegeben von Lucie-Maria Rommel und Fritz Bayerlein. Verlag Heidenheimer Zeitung, Heidenheim, Brenz 1950.

## Filme
- Billy Wilder: Fünf Gräber bis Kairo. (Five Graves To Cairo), USA 1943, mit Erich von Stroheim als Rommel.
- Henry Hathaway: Rommel, der Wüstenfuchs. (The Desert Fox), USA 1951, mit James Mason als Rommel.
- Robert Wise: Die Wüstenratten. (The Desert Rats), USA 1953, mit James Mason als Rommel.
- Rommel ruft Kairo. BRD 1959. Mit Paul Klinger als Rommel.
- Der längste Tag. USA 1962. Mit Werner Hinz als Rommel.
- Patton – Rebell in Uniform (Patton). USA 1969. Mit Karl-Michael Vogler als Rommel.
- Giorgio Ferroni: Königstiger vor El Alamein. (La Battaglia di El Alamein), It, F 1969, mit Robert Hossein als Rommel.
- Henry Hathaway: Im Morgengrauen brach die Hölle los. (Raid on Rommel) USA 1971, mit Wolfgang Preiss als Rommel.
- Maurice Philip Remy: Mythos Rommel. ARD-Dokumentation in drei Teilen, gesendet im Juni 2005. 1. Teil: Der Krieger, 2. Teil: Der Verlierer, 3. Teil: Der Verschwörer. (online (Memento vom 5. Oktober 2003 im Internet Archive))
- Jörg Müllner, Jean-Christoph Caron: Rommels Krieg. ZDF-Dokumentation, 1. Teil, 45 Min, erstmals gesendet am 22. Mai 2007. 2. Teil: Rommels Schatz.[95]
- Christian Frey: Rommel: Mythos und Wahrheit. ZDF-Dokumentation, 45 Min, erstmals gesendet am 22. November 2011.[96]
- Rommel. 117 Min. Regie: Niki Stein. Produzent: Nico Hofmann. Mit Ulrich Tukur als Rommel. SWR, 2012.[97][98]
- Michael Kloft: Mythos Erwin Rommel. Dokumentation, 66 Min., Spiegel-TV, D 2012.
- Thomas Fischer: Rommel – Hitlers General. Dokumentation, 45 Min., SWR, D 2013.
- P-51 Dragon Fighter (USA 2014, R: Mark Atkins, mit Robert Pike Daniel als Rommel)